# 2022年4月北京市2019冠状病毒病聚集性疫情
2022年4月北京市2019冠状病毒病聚集性疫情是指自2022年4月3日起在中华人民共和国北京市爆发的2019冠状病毒病聚集性疫情。4月3日-4月21日的疫情主要由小金阁阁服装店传播链引起，导致超过50人感染。4月22日起，北京爆发当月第二轮疫情，当局表示，疫情在发现前已隐匿传播一周，感染者人群多样、活动范围广，涉及学校、旅行团等，还出现了多起餐厅人员感染，疫情传播较4月3日暴发的第一轮迅速，短短一周就导致超过200人感染。当局4月28日称“疫情防控处于紧要关头”。
4月22日北京市疫情在本月第二次爆发后，北京采取了一系列严格的措施以控制疫情，迅速增长的病例数量引发一阵物资抢购潮，法国国际广播电台对此事形容“恐慌情绪正在蔓延北京”，费加罗报认为“重新禁锢的阴影现在笼罩着中共政权所在地北京”。许多人担心北京作为一个特大城市出现快速增长的聚集性疫情将使得类似“上海封城”引发次生灾难的事情在北京发生。5月4日，BBC形容称北京已经被按下了“暂停键”。胡锡进认为，北京的此次抗疫属于“背水一战”。他警告说，“上海失陷了，北京如果也守不住不搞大范围休克疗法的底线，那么人们对抗疫的综合信心将受到沉重打击，社会心理的防线将被击穿。”2022年6月6日起，北京市除丰台区全域及昌平区部分区域外的其他地区陆续恢复正常生产生活秩序。

## 疫情时间轴
数据来源：北京市卫生健康委员会
4月4日0时至24时，北京市新增8例本土确诊病例、1例本土无症状感染者和2例境外输入确诊病例、1例境外输入无症状感染者、治愈出院5例，其中5例工作地点均为望京SOHO塔1底商1131号小金阁阁服装店。
4月5日0时至24时，北京市新增4例本土确诊病例和1例无症状感染者，无新增疑似病例；无新增境外输入确诊病例、疑似病例和无症状感染者。治愈出院3例。其中3人为小金阁阁服装店员工。
4月6日，北京市疾控中心副主任庞星火在北京疫情防控新闻发布会上表示，截至目前，小金阁阁服装店相关聚集性疫情已造成16人感染，其中店员8人、家属及同住人员6人、其他相关人员2人。
4月8日，庞星火表示，自4月3日以来，北京市短期内出现的多条独立传播链条中，呈现聚集性的为小金阁阁服装店关联疫情。截至目前，累计报告27例新冠肺炎病毒感染者，其中店员10例、家属及同住人员8例、到店顾客3例、其他相关人员6例，提示病毒传播速度快、传染性强。
截至4月9日16时，共有28例小金阁阁服装店关联病例。
自4月22日至24日，北京已累计报告70例本土新冠肺炎病毒感染者，其中朝阳区46例、房山区10例、顺义区6例、昌平区2例、丰台区2例、西城区2例、通州区1例、延庆区1例。北京當局表示，病毒隐匿传播一周，感染者人群多样、活动范围广。北京市疾病预防控制中心副主任、全国新型冠状病毒肺炎专家组成员庞星火表示，20日之後的疫情與学校和家庭以及两起聚餐引发的聚集性疫情有關，其中房山区窦店镇瓦窑头村太和褡裢火烧店涉及10例感染者，朝阳区护国寺小吃光明桥店涉及5例感染者。
4月26日上午，海淀区中关村街道希格玛社区发布通知，称要将符合条件的海淀区人大附中实验小学、海淀区双榆树中心小学两校师生员工按高风险人群管理，实施14天居家隔离+7天健康监测措施。
4月27日，北京市疾控中心副主任、全国新型冠状病毒肺炎专家组成员庞星火表示，自4月22日以来，北京累计报告138例新冠肺炎病毒感染者。4月27日15时至28日15时，新增本土病例56例。4月28日15时至29日15时，新增本土病例34例。4月29日15时至30日15时，北京10個區新增感染者67例。4月30日15时至5月1日15时，新增阳性感染者55例，其中确诊病例51例、无症状感染者4例。5月1日15时至2日15时，北京新增感染者50例，其中确诊病例41例、无症状感染者9例。
5月1日，庞星火表示，北京疫情防控处于最紧要关头，新增感染者大多来自管控人员，仍存在少量通过社区筛查发现的感染者，疫情总体处于高位平台期。
5月2日15时至3日15时，北京新增53例感染者。5月3日15时至4日15时，北京新增本土阳性感染者52例，其中确诊病例普通型2例、确诊病例轻型44例、无症状感染者6例。5月4日15时至5日15时，新增本土新冠肺炎病毒感染者39例，其中1例由社区筛查得出。
5月4日，市政府新闻发言人徐和建表示，北京已连续进行了多轮区域核酸筛查，已基本摸清社会面隐匿传播底数。目前北京此轮疫情确诊病例总数已经超过2020年新发地聚集性疫情病例总数，新增病例连续多日在50例左右波动，5月3日新增病例有所下降，但社会面筛查仍有零星病例。首都疫情防控形势依然非常严峻。5月5日15时至6日15时，北京新增本土新冠肺炎病毒感染者66例。5月6日15时至7日15时，北京新增本土新冠肺炎病毒感染者78例。5月7日15时至8日15时，新增本土新冠肺炎病毒感染者39例。
4月22日至5月7日7时，北京地坛医院收治感染者469例，其中，确诊病例430例（重型1例，普通型58例，轻型371例），无症状感染者39例；男性249例，女性220例；60岁及以上老年人106例，其中，80岁以上7例，最大年龄86岁；儿童76例，最小年龄2月龄；已出院55例，在院414例，其中产妇1例，孕妇2例。小汤山方舱医院收治感染者210例，其中，确诊病例171例（轻型167例，复阳4例），无症状感染者39例；男性115例，女性95例；儿童4例；已出院5例，转北京地坛医院4例，目前在院201例。本轮疫情相关的本土病例中高龄或合并多种基础疾病的患者较多，其中有有高危因素的患者。
5月8日，徐和建表示，当前首都新增新冠肺炎病例仍在高位运行，仍有零星社会面病例，首都与疫情的较量正处于胶着状态。要坚决贯彻落实党中央决策部署，坚持“动态清零”总方针不动摇，弘扬伟大抗疫精神，坚定必胜信心，从严从快落实疫情防控各项措施，紧紧依靠市民群众同心抗疫，尽快实现社会面清零，坚决打赢疫情防控阻击战。
5月9日，顺义区农商银行数据中心暴发一起聚集性疫情，截至5月10日已发现28例感染者，涉及6个区。庞星火表示，北京社会面疫情传播链条依然未阻断，新发的社会面聚集性疫情是当前疫情防控最大风险。5月8日15时至9日15时，北京新增本土感染者50例。9日15时-10日15时，新增59例本土感染者。10日15时至11日15时，新增本土感染者56例，其中确诊病例普通型2例、确诊病例轻型35例、无症状感染者19例。11日15时至12日15时，新增本土感染者36例，其中确诊病例普通型4例、确诊病例轻型28例、无症状感染者4例。5月12日15时至13日15时，新增本土感染者51例，其中确诊病例普通型5例、确诊病例轻型28例、无症状感染者18例。5月13日15时至14日15时，新增本土感染者40例，其中确诊病例普通型5例、确诊病例轻型19例、无症状感染者16例。
5月10日，中铁十一局三公司北京地铁既有线改造项目驻地出现14名员工核酸阳性。
5月13日，北京市疾控中心副主任庞星火通报，北京新增一起534路公交场站乘务人员相关聚集性疫情，截至当日共有感染者3例。
5月14日，韵达快递长阳分中心出现聚集性疫情，该地未派送快递包裹全部消杀封存，截至当日共有关联病例15例。5月14日15时-15日15时，新增55例感染者。此外还新增一起岳各庄市场相关聚集性疫情，通过社会面核酸筛查发现，截至15日共发现15例感染者，其中10例为岳各庄市场工作人员，5例为同住人员，现住址均位于丰台区。15日15时-16日15时新增39例本土感染者。
5月16日，徐和建表示，当前北京与疫情的较量仍处于胶着状态，接连发生聚集性疫情和连续筛查发现社会面隐匿病例传播，加大了疫情的不确定性，北京防控形势严峻复杂。他说，这轮疫情北京已经开展了10轮区域核酸筛查，每轮都有零星隐匿病例发现，证明社会面还没有捞干筛净。5月16日15时至17日15时，新增本土感染者56例。5月17日，朝阳区新冠肺炎疫情防控工作领导小组表示，朝阳区新增病例数呈现持续下降趋势，全区已经连续五天实现社会面清零。5月17日15时至18日15时，新增本土感染者49例。其中北京理工大学房山校区发生聚集性疫情，截至5月19日累计确诊11例。另有一病例因近期一直未参加核酸筛查，导致了疫情传播，增加了疫情防控不确定性。5月18日15时至19日15时，新增本土感染者64例。
5月18日，徐和建表示，当前北京接连出现几起聚集性疫情，社会面仍筛查发现零星散发病例，首都防控形势依然严峻复杂，不容丝毫迟疑和松劲懈怠。要坚定信心、严防死守，从快从严落实各项防控部署要求，坚定不移推进社会面动态清零行动，坚决打赢这场疫情防控歼灭战。5月20日，北京市疾病预防控制中心副主任刘晓峰表示，当前社会面仍持续出现新增病例主要在于：1、社会面仍然保持一定的人员流动性；2、存在履行四方责任不到位的问题；3、奥密克戎毒株隐匿性强、传播速度快的特点。
4月22日至5月19日15时，北京累计报告1282例新冠肺炎病毒感染者，共涉及15个区。5月19日15时至20日15时，北京新增本土新冠肺炎病毒感染者54例。5月20日15时至21日15时，北京新增本土感染者63例。5月21日15时至22日15时，新增本土新冠肺炎病毒感染者94例。5月22日15时至23日15时，新增本土新冠肺炎病毒感染者63例。23日15时至24日15时，北京新增35例本土感染者。5月24日0时至24时，新增本土感染者47例（含4例无症状感染者转确诊病例）；5月25日，新增本土感染者45例（含2例无症状感染者转确诊病例）。5月26日，新增本土感染者16例。5月27日，新增本土感染者23例，均为隔离观察人员。5月28日，新增本土感染者19例，均为隔离观察人员；5月29日0时至15时，新增本土感染者11例，均为隔离观察人员。5月30日，新增本土感染者18例。其中隔离观察人员17例，社会面筛查人员1例，在丰台区。北京市疾控中心副主任刘晓峰表示，此次出现的社会面筛查病例，提示动态清零的任务艰巨，反弹风险依然存在。5月31日，新增本土感染者14例。其中隔离观察人员13例，社会面筛查人员1例，在昌平区。6月1日，新增本土感染者14例。其中隔离观察人员12例，社会面筛查人员2例，在丰台区。6月2日，新增感染者15例。其中隔离观察人员14例，社会面筛查人员1例，在昌平区。6月3日0时至15时，新增本土感染者2例（感染者1934、1935），均在朝阳区；隔离观察人员1例、社会面筛查人员1例。
5月25日，北京市卫健委副主任、党委书记钟东波通报第二轮疫情防控总体情况。截至5月25日15时，第二轮疫情累计报告1642例感染者，除平谷区外，其余15区和经开区均有病例报告。其中以朝阳区、房山区、丰台区和海淀区为主，占全市85%。第二轮疫情经历了早期快速发展阶段，平台期波动阶段，零星散发和局部聚集阶段。钟东波强调疫情波及范围已明显缩小，病毒传播空间被逐步压缩，早期传播链条的绝大部分分支已被切断。
5月27日，国家卫生健康委疾控局副局长雷正龙表示，北京近两日新增报告感染者数量显著降低，已有8个区达到社会面稳定清零状态，但丰台、海淀等区近日仍发现社区感染者，疫情社区传播风险仍局部存在，需要加大排查、集中隔离力度。
5月28日，北京市當局表示27日北京社会面病例数实现清零，此轮疫情已得到有效控制。部分地區恢复正常上班、恢复公共交通。
6月3日，北京市政府新闻发言人表示北京已转入动态清零阶段。6月5日，北京市當局表示疫情整体进入扫尾阶段，疫情防控取得阶段性成果。
6月6日0时至15时，北京无新增本土感染者，为本轮疫情以来首次无新增。
6月9日起，丰台区转入常态化疫情防控。丰台区解封区域内的公交、地铁、出租车等公共交通工具恢复正常运营。除生活居住在封管控区的人员，全区由居家办公调整为正常上班。餐饮经营单位开放堂食服务。
6月9日，北京新报告一起涉天堂超市酒吧聚集性疫情。6月9日0时至15时，新增本土新冠肺炎病毒感染者3例，西城区、丰台区、怀柔区各1例；轻型2例、普通型1例；均为社会面筛查人员，均到过同一酒吧。截至6月10日，北京酒吧相关疫情已涉及7个区，已通报11例阳性人员。截至11日15时，涉天堂超市酒吧聚集性疫情累计报告115例感染者。截至13日15时，涉天堂超市酒吧聚集性疫情累计报告228例感染者。至14日15时，涉天堂超市酒吧病例達287例。
6月18日，北京市委宣传部副部长、北京市政府新闻发言人徐和建表示，天堂超市酒吧聚集性疫情传播链条已基本阻断，疫情形势持续向好，进入收尾阶段。
6月19日，徐和建介绍，本轮疫情总体上已得到有效控制，社会面传播基本阻断，疫情已经进入收尾阶段。但当日昌平区检出一例社会面确诊病例，强调“越到收尾阶段，越要提高警惕，越要严防死守”。
6月22日，北京新增本土阳性感染者3例，均在经开区，轻型，均为社会面筛查人员。
6月25日0时至15时，北京新增本土新冠肺炎病毒感染者1例。北京市當局指其隐瞒曾到访过风险地区的行程轨迹，所以公安机关已对其立案侦查。
7月4日，北京市新增3例本土确诊病例，均在延庆区。当局表示，延庆区筛查发现一起由入境隔离期满返京人员引发的聚集性疫情，警示疫情溢入是当前面临的最大风险，要严格外防输入。机场、火车站、进京检查站严格远端管控查验，坚决防止带疫进京。高度关注国内涉疫风险地区，及时动态纳入管控。严格入境人员、物资闭环管理，严防风险外溢。7月5日0时至15时，北京新增本土新冠肺炎病毒感染者4例，其中延庆区3例、通州区1例；普通型1例、轻型2例、无症状感染者1例。其中有3例屬於奥密克戎变异株BA.5.2分支。
7月16日，北京高中风险地区清零。

### 疫情外溢
4月30日，辽宁省大连市新冠肺炎疫情防控总指挥部发布通告，大连市发现一名核酸检测异常人员，为外地阳性病例密接者，系4月28日从北京站乘坐G995次列车到达大连北站的旅客。
5月1日至5月2日10时，山东省乐陵市在集中隔离点隔离人员核酸检测中发现有2人核酸检测呈阳性，经专家组会诊确定为无症状感染者。同日河北省沧州市盐山县发现2例无症状感染者，其中1人自北京返回。警方调查发现，4月29日乐陵市居民赵某某驾驶无营运资格的车辆于北京市拉载8人返回乐陵市，期间一名乘车人员在河北省盐山县下车，后确诊感染病毒。车辆即将到达德滨高速乐陵收费站时，赵某某教唆乘车人员提前下车翻越护栏下高速逃避检查，且自己在接受检查时故意隐瞒了从北京返回的事实，2名乐陵乘车人员被确诊为无症状感染者，致大量乐陵居民被确定为密接、次密接人员，多个小区、村庄被封控管理。赵某某因涉嫌妨害传染病防治罪，被立案侦查；乘车人任某某、顾某某、赵某某不履行报备程序，构成《中华人民共和国治安管理处罚法》第五十条第（一）款之规定“拒不执行人民政府在紧急状态下依法发布的决定、命令的规定”的行为，乐陵市公安局依法给予三人治安拘留处罚。
5月12日，天津市新增一名阳性感染者，为北京自驾来津人员。该人员在北京亦庄某公司工作，5月11日自北京大兴自驾来津从事修路等工作。
5月26日，菏泽市报告新增1例本土无症状感染者，该人员5月25日17：30左右从北京西站乘坐D733列车前往南昌西站，途中接到北京市疾控中心电话告知，5月25日在北京核酸10：1混采检测结果阳性。本人向列车工作人员报告，后逐级报告，市指挥部办公室于5月25日23：09接到报告，立即启动应急处置。5月26日凌晨1点由负压救护车单人单车“点对点”闭环送到开发区集中隔离点。
6月11日，三河市新增1例无症状感染者。该无症状感染者为集中隔离点隔离人员，系北京市朝阳区天堂超市酒吧确诊病例的同时空伴随者。6月14日在隔离点内检出2例核酸检测初筛阳性人员，均为北京推送的涉天堂超市酒吧聚集性疫情相关联人员。
6月12日4时09分，浙江省台州市黄岩区在集中隔离点发现1例阳性感染者。该人员6月11日13时38分在北京南站乘坐G187动车到台州西站（6月11日21时43分到站），由专车点对点闭环转运至隔离点进行集中隔离医学观察。

## 疫情溯源
2022年4月主要发生了两轮疫情，第一轮疫情从4月3日开始，第二轮疫情从4月22日开始。

### 第一轮疫情
流行病学调查表示，第一轮疫情分为多条独立传播链。其中传播链条最长的为小金阁阁服装店传播链。北京市疾控中心对4月7日通报的两批境外来京服装货物检出新冠病毒核酸阳性标本进行测序，结果显示病毒序列与小金阁阁服装店关联疫情感染者等病毒序列完全一致，结合流行病学调查及基因测序结果，初步研判小金阁阁服装店传播链与境外来京服装货物引发的可能性大。多家中国媒体指出，小金阁阁服装店专营进口韩国服装。其余感染者则与同期京外疫情有关。

### 第二轮疫情
已有的综合流行病学调查及基因测序结果显示病毒均属于奥密克戎变异株，病毒序列与近期京外聚集性疫情，以及该省外溢至其他省市的病毒序列完全一致。第二輪疫情北京市存在两条独立传播链。
6月9日，在本轮疫情趋缓之际，天堂超市酒吧又暴发聚集性疫情。徐和建表示，北京近期发生的天堂超市酒吧关联聚集性疫情，暴发性强、涉及面广、人员构成复杂，属原有传播链的隐匿传播。据报道，天堂超市酒吧（工体西路6号）既是超市也是酒吧，其独特的运营方式很受欢迎。

### 第三轮疫情
市疾控中心实验室对7月5日通报的感染者1至3的标本进行基因测序，结果显示病毒均属于奥密克戎变异株BA.5.2分支。基因序列比对结果显示，3例感染者与北京市现有及既往本土病例、北京市境外输入病例序列同源性低，为不同传播链。

## 反应与影响

### 分区防控
《新型冠状病毒肺炎防控方案（第九版）》发布后，北京市在原有高风险、中风险、低风险区的概念上，新引入了常态化管理区的概念。原有低风险区基本相当于新的常态化管理区。
| 区     | 街道（及范围）                         | 调整日期 |
| ------ | -------------------------------------- | --- |
| 朝阳区 | 酒仙桥街道二街坊                       | 低风险→高风险：4月9日 高风险→中风险：4月20日 中风险→低风险：4月22日                                                                                         |
| 朝阳区 | 潘家园街道松榆里社区                   | 低风险→高风险：4月24日 高风险→中风险：5月8日 中风险→低风险：5月15日                                                                                         |
| 朝阳区 | 潘家园街道松榆东里社区                 | 低风险→中风险：4月24日 中风险→低风险：5月13日 |
| 朝阳区 | 垡头街道垡头西里社区                   | 低风险→中风险：4月25日 中风险→低风险：5月10日 |
| 朝阳区 | 三间房乡艺水芳园社区                   | 低风险→中风险：4月25日 中风险→低风险：5月9日 |
| 朝阳区 | 南磨房乡南新园社区                     | 低风险→中风险：4月25日 中风险→高风险：5月15日 高风险→中风险：6月1日 中风险→低风险：6月3日                                                                   |
| 朝阳区 | 十八里店乡周家庄中路19号院             | 低风险→中风险：4月25日 中风险→高风险：4月26日 高风险→中风险：5月20日 中风险→低风险：5月26日                                                                 |
| 朝阳区 | 十八里店乡弘善家园                     | 低风险→中风险：4月26日 中风险→低风险：5月10日 |
| 朝阳区 | 十八里店乡周家庄中路20号院             | 低风险→中风险：4月26日 中风险→低风险：5月8日 |
| 朝阳区 | 潘家园街道武圣东里                     | 低风险→中风险：4月26日 中风险→低风险：5月10日 |
| 朝阳区 | 南磨房乡双龙南里                       | 低风险→中风险：4月26日 中风险→低风险：5月11日 |
| 朝阳区 | 双井街道广和南里二条                   | 低风险→中风险：4月26日 中风险→高风险：5月1日 高风险→中风险：5月14日 中风险→低风险：5月16日                                                                  |
| 朝阳区 | 垡头街道垡头西里三区                   | 低风险→中风险：4月26日 中风险→低风险：5月9日 |
| 朝阳区 | 高碑店乡方家园社区                     | 低风险→高风险：4月27日 高风险→中风险：5月12日 中风险→低风险：5月13日                                                                                        |
| 朝阳区 | 潘家园街道松榆西里社区                 | 低风险→中风险：4月27日 中风险→高风险：4月29日 高风险→中风险：5月12日 中风险→低风险：5月15日                                                                 |
| 朝阳区 | 八里庄街道红庙北里社区                 | 低风险→中风险：4月27日 中风险→低风险：5月11日 |
| 朝阳区 | 双井街道黄木厂社区                     | 低风险→中风险：4月27日 中风险→低风险：5月10日 |
| 朝阳区 | 孙河乡康营家园三社区                   | 低风险→中风险：4月27日 中风险→低风险：5月8日 |
| 朝阳区 | 劲松街道农光东里社区                   | 低风险→中风险：4月28日 中风险→高风险：5月2日 高风险→中风险：5月22日 中风险→低风险：5月29日                                                                  |
| 朝阳区 | 小红门乡鸿博家园第一社区               | 低风险→中风险：4月30日 中风险→低风险：5月12日 |
| 朝阳区 | 建外街道北郎东社区                     | 低风险→中风险：4月30日 中风险→高风险：5月2日 高风险→中风险：5月18日 中风险→低风险：5月20日                                                                  |
| 朝阳区 | 豆各庄乡朝丰家园社区                   | 低风险→中风险：5月1日 中风险→低风险：5月15日 |
| 朝阳区 | 十八里店乡吕家营村                     | 低风险→中风险（第一次）：5月1日 中风险→高风险：5月5日 高风险→中风险：5月13日 中风险→低风险：5月19日 低风险→中风险（第二次）：6月15日 中风险→低风险：6月29日 |
| 朝阳区 | 十八里店乡周家庄村                     | 低风险→中风险：5月2日 中风险→高风险：5月3日 高风险→中风险：5月27日 中风险→低风险：5月30日                                                                   |
| 朝阳区 | 劲松街道农光里社区                     | 低风险→中风险：5月3日 中风险→高风险：5月6日 高风险→中风险：5月23日 中风险→低风险：5月26日                                                                   |
| 朝阳区 | 金盏乡金盏嘉园二社区                   | 低风险→中风险：5月3日 中风险→高风险：5月4日 高风险→中风险：5月18日 中风险→低风险：5月19日                                                                   |
| 朝阳区 | 潘家园街道潘家园社区                   | 低风险→高风险：5月5日 高风险→中风险：5月19日 中风险→低风险：5月20日                                                                                         |
| 朝阳区 | 建外街道南郎社区                       | 低风险→高风险：5月8日 高风险→低风险：5月22日 |
| 朝阳区 | 双井街道和平村一社区                   | 低风险→中风险：5月8日 中风险→低风险：5月26日 |
| 朝阳区 | 南磨房乡双龙西社区                     | 低风险→中风险：5月9日 中风险→低风险：5月31日 |
| 朝阳区 | 劲松街道大郊亭社区                     | 低风险→中风险：5月10日 中风险→低风险：5月24日 |
| 朝阳区 | 十八里店乡十里河村                     | 低风险→中风险：5月10日 中风险→低风险：5月24日 |
| 朝阳区 | 十八里店乡小武基村                     | 低风险→中风险（第一次）：5月10日 中风险→低风险：5月24日 低风险→中风险（第二次）：5月30日 中风险→低风险：6月12日                                             |
| 朝阳区 | 崔各庄乡京旺家园第二社区               | 低风险→中风险：6月4日 中风险→低风险：6月18日 |
| 朝阳区 | 平房乡姚家园东社区                     | 低风险→中风险：6月14日 中风险→低风险：6月26日 |
| 朝阳区 | 平房乡姚家园西社区                     | 低风险→中风险：6月14日 中风险→低风险：6月28日 |
| 房山区 | 窦店镇于庄村                           | 低风险→中风险：4月25日 中风险→高风险：4月27日 高风险→中风险：5月17日 中风险→低风险：5月21日                                                                 |
| 房山区 | 窦店镇田家园村                         | 低风险→中风险：4月26日 中风险→低风险：5月10日 |
| 房山区 | 窦店镇燕都世界名园社区                 | 低风险→高风险：4月27日 高风险→中风险：5月11日 中风险→低风险：5月12日                                                                                        |
| 房山区 | 窦店镇小高舍村                         | 低风险→中风险：4月27日 中风险→低风险：5月9日 |
| 房山区 | 窦店镇瓦窑头村                         | 低风险→中风险：4月28日 中风险→高风险：5月5日 高风险→中风险：5月12日 中风险→低风险：5月19日                                                                  |
| 房山区 | 长阳镇加州水郡东区社区金桥国际公寓     | 低风险→中风险：4月28日 中风险→高风险：5月3日 高风险→中风险：5月17日 中风险→低风险：5月19日                                                                  |
| 房山区 | 琉璃河镇兴礼村                         | 低风险→中风险：4月29日 中风险→低风险：5月13日 |
| 房山区 | 窦店镇一街村                           | 低风险→中风险：4月30日 中风险→高风险：5月2日 高风险→低风险：5月21日                                                                                         |
| 房山区 | 窦店镇芦村                             | 低风险→中风险：5月1日 中风险→低风险：5月15日 |
| 房山区 | 西潞街道苏庄三里社区                   | 低风险→中风险：5月3日 中风险→低风险：5月31日 |
| 房山区 | 窦店镇下坡店村                         | 低风险→中风险：5月3日 中风险→低风险：5月23日 |
| 房山区 | 窦店镇袁庄村                           | 低风险→中风险：5月3日 中风险→低风险：5月18日 |
| 房山区 | 阎村镇大紫草坞村                       | 低风险→中风险：5月4日 中风险→高风险：5月5日 高风险→中风险：5月27日 中风险→低风险：5月29日                                                                   |
| 房山区 | 窦店镇沁园春景社区                     | 低风险→中风险：5月7日 中风险→低风险：5月25日 |
| 房山区 | 窦店镇腾龙家园社区                     | 低风险→中风险：5月7日 中风险→低风险：5月20日 |
| 房山区 | 窦店镇窦店产业园                       | 低风险→中风险：5月9日 中风险→高风险：5月14日 高风险→中风险：5月23日 中风险→低风险：5月28日                                                                  |
| 房山区 | 阎村镇小紫草坞村                       | 低风险→中风险：5月9日 中风险→低风险：5月20日 |
| 房山区 | 阎村镇张庄村                           | 低风险→中风险：5月9日 中风险→低风险：5月23日 |
| 房山区 | 阎村镇乐活雅苑小区                     | 低风险→中风险：5月9日 中风险→低风险：5月26日 |
| 房山区 | 长阳镇金域公园社区                     | 低风险→中风险：5月10日 中风险→低风险：5月24日 |
| 房山区 | 韩村河镇五侯村                         | 低风险→中风险：5月11日 中风险→高风险：5月16日 高风险→中风险：5月30日 中风险→低风险：6月7日                                                                  |
| 房山区 | 阎村镇紫欣苑小区                       | 低风险→中风险：5月12日 中风险→低风险：5月26日 |
| 房山区 | 阎村镇大董村                           | 低风险→中风险：5月13日 中风险→低风险：5月26日 |
| 房山区 | 长阳镇韵达快递长阳分部                 | 低风险→高风险：5月14日 高风险→低风险：6月3日 |
| 房山区 | 长阳镇碧波园小区                       | 低风险→中风险：5月16日 中风险→低风险：5月30日 |
| 房山区 | 拱辰街道世茂维拉社区                   | 低风险→中风险：5月17日 中风险→高风险：5月20日 高风险→中风险：5月30日 中风险→低风险：6月3日                                                                  |
| 房山区 | 琉璃河镇祖村                           | 低风险→中风险：5月17日 中风险→低风险：5月31日 |
| 房山区 | 石楼镇石楼村                           | 低风险→中风险：5月17日 中风险→高风险：5月23日 高风险→中风险：5月31日 中风险→低风险：6月6日                                                                  |
| 房山区 | 窦店镇苏村                             | 低风险→中风险：5月18日 中风险→低风险：6月2日 |
| 房山区 | 琉璃河镇滨水雅园小区西区               | 低风险→中风险：5月18日 中风险→低风险：5月30日 |
| 房山区 | 阎村镇北京理工大学房山分校             | 低风险→中风险：5月19日 中风险→高风险：5月20日 高风险→低风险：6月8日                                                                                         |
| 房山区 | 长阳镇碧桂园小区                       | 低风险→中风险：5月21日 中风险→低风险：6月4日 |
| 房山区 | 长阳镇赛木小镇                         | 低风险→中风险：5月23日 中风险→低风险：6月5日 |
| 房山区 | 青龙湖镇果各庄村                       | 低风险→中风险：5月26日 中风险→低风险：6月9日 |
| 通州区 | 通运街道通胡大街78号                   | 低风险→中风险：4月30日 中风险→低风险：5月13日 |
| 通州区 | 新华街道盛业家园社区                   | 低风险→中风险：5月1日 中风险→高风险：5月7日 高风险→中风险：5月13日 高风险→中风险：5月17日                                                                   |
| 通州区 | 中仓街道新华园社区                     | 低风险→中风险：5月1日 中风险→高风险：5月7日 高风险→中风险：5月13日 中风险→低风险：5月19日                                                                   |
| 通州区 | 于家务回族乡西里社区                   | 低风险→中风险：5月1日 中风险→低风险：5月15日 |
| 通州区 | 梨园镇颐瑞西里社区                     | 低风险→中风险：5月3日 中风险→低风险：5月13日 |
| 通州区 | 永顺镇永顺西里社区                     | 低风险→中风险：5月3日 中风险→低风险：5月13日 |
| 通州区 | 潞城镇后北营村                         | 低风险→中风险：5月3日 中风险→低风险：5月20日 |
| 通州区 | 北苑街道官园社区                       | 低风险→中风险：5月3日 中风险→低风险：5月15日 |
| 通州区 | 玉桥街道葛布店北里社区                 | 低风险→中风险：5月3日 中风险→低风险：5月13日 |
| 通州区 | 九棵树街道翠景北里社区                 | 低风险→中风险：5月7日 中风险→低风险：5月14日 |
| 通州区 | 梨园镇大方居社区                       | 低风险→中风险：5月7日 中风险→低风险：5月14日 |
| 通州区 | 于家务回族乡聚福园开发区               | 低风险→中风险：5月7日 中风险→低风险：5月14日 |
| 通州区 | 新华街道如意社区                       | 低风险→中风险：5月7日 中风险→高风险：5月8日 高风险→中风险：5月22日                                                                                          |
| 通州区 | 馬駒橋鎮样本小区                       | 低风险→中风险：5月12日 中风险→低风险：5月26日 |
| 通州区 | 台湖镇胡家垡村                         | 低风险→中风险：5月24日 中风险→低风险：6月7日 |
| 通州区 | 潞邑街道珠江拉维小镇小区               | 常态化管理区域→高风险：7月5日 高风险→中风险：7月11日 中风险→常态化管理区域：7月14日                                                                         |
| 通州区 | 潞邑街道                               | 常态化管理区域→低风险：7月5日 低风险→常态化管理区域：7月14日                                                                                                |
| 海淀区 | 北太平庄街道金晖远洋社区远洋风景小区   | 低风险→高风险：5月15日 高风险→中风险：5月30日 中风险→低风险：6月3日                                                                                         |
| 海淀区 | 清河街道安宁北路社区安宁佳园小区       | 低风险→高风险：5月15日 高风险→中风险：5月24日 中风险→低风险：5月25日                                                                                        |
| 海淀区 | 北太平庄街道索家坟社区首钢小区         | 低风险→中风险：5月15日 中风险→低风险：6月2日 |
| 丰台区 | 五里店街道彩虹北社区                   | 低风险→中风险：5月15日 中风险→低风险：6月8日 |
| 昌平区 | 小汤山镇大汤山村双兴苑小区             | 低风险→中风险：6月20日 中风险→高风险：6月21日 高风险→中风险：7月5日 中风险→常态化管理区域：7月5日                                                           |
| 昌平区 | 东小口镇中东路121号院                  | 常态化管理区域→高风险：7月6日 高风险→中风险：7月14日 中风险→常态化管理区域：7月16日                                                                         |
| 昌平区 | 东小口镇                               | 常态化管理区域→低风险：7月6日 低风险→常态化管理区域：7月16日                                                                                                |
| 延庆区 | 八达岭镇长城脚下的公社（酒店）         | 常态化管理区域→高风险：7月4日 高风险→中风险：7月11日 中风险→低风险：7月14日                                                                                 |
| 延庆区 | 八达岭镇石佛寺村                       | 常态化管理区域→高风险：7月5日 高风险→中风险：7月12日 中风险→低风险：7月15日                                                                                 |
| 延庆区 | 儒林街道长青削面馆                     | 常态化管理区域→中风险：7月4日 中风险→常态化管理区域：7月11日                                                                                                |
| 延庆区 | 康庄镇草原情羊蝎子火锅店               | 常态化管理区域→中风险：7月4日 中风险→常态化管理区域：7月11日                                                                                                |
| 延庆区 | 康庄镇百品尚购物中心                   | 常态化管理区域→中风险：7月4日 中风险→常态化管理区域：7月11日                                                                                                |
| 延庆区 | 康庄镇小美好麻辣烫板面店               | 常态化管理区域→中风险：7月6日 中风险→常态化管理区域：7月13日                                                                                                |
| 延庆区 | 康庄镇                                 | 常态化管理区域→低风险：7月4日 低风险→常态化管理区域：7月13日                                                                                                |
| 延庆区 | 八达岭镇                               | 常态化管理区域→低风险：7月4日 低风险→常态化管理区域：7月15日                                                                                                |
| 延庆区 | 儒林街道                               | 常态化管理区域→低风险：7月4日 低风险→常态化管理区域：7月11日                                                                                                |
| 顺义区 | 空港街道龙湾别墅5702栋                 | 常态化管理区域→高风险：7月6日 高风险→中风险：7月12日 |
| 顺义区 | 龙湾别墅新冠病毒感染者活动轨迹周边区域 | 常态化管理区域→中风险：7月6日 中风险→常态化管理区域：7月12日                                                                                                |
| 顺义区 | 空港街道金地中央世家工作室             | 常态化管理区域→中风险：7月6日 中风险→常态化管理区域：7月12日                                                                                                |
| 顺义区 | 空港街道双囍烧腊茶餐厅(新国展店)       | 常态化管理区域→中风险：7月6日 中风险→常态化管理区域：7月12日                                                                                                |
| 顺义区 | 空港街道                               | 常态化管理区域→低风险：7月6日 |

北京市为应对新出现的涉疫相关人员和场所，会开展排查并落实相应管控措施，如落实商场、办公楼和小区封控等。一般来说，会根据情况划定封控区、管控区、防范区，期间人员不得外出。之后再视核酸检测结果调整管控安排，一旦管控人员核酸检测结果出现异常，所在场所和涉及的人员可能需要提级管理。
5月9日起，长阳镇全镇域范围内要求非必要不出社区。
5月18日，徐和建表示，要对丰台区提级管控，全区非必要不出区。
5月20日，徐和建表示，丰台区全域提级管控，严格执行非必要不出区。房山区继续严格执行非必要不出区，实行居家办公，强化封管控区管理。海淀区进一步降低到岗率，减少人员流动。朝阳区、顺义区等地封管控区满足解除条件后，及时解除封管控措施，逐步放开公共交通，做到解封不解防。
自5月21日12时起，海淀区全域实行提级管控措施，期間全區实行居家办公，小区、村实施封闭式管理。

### 核酸检测

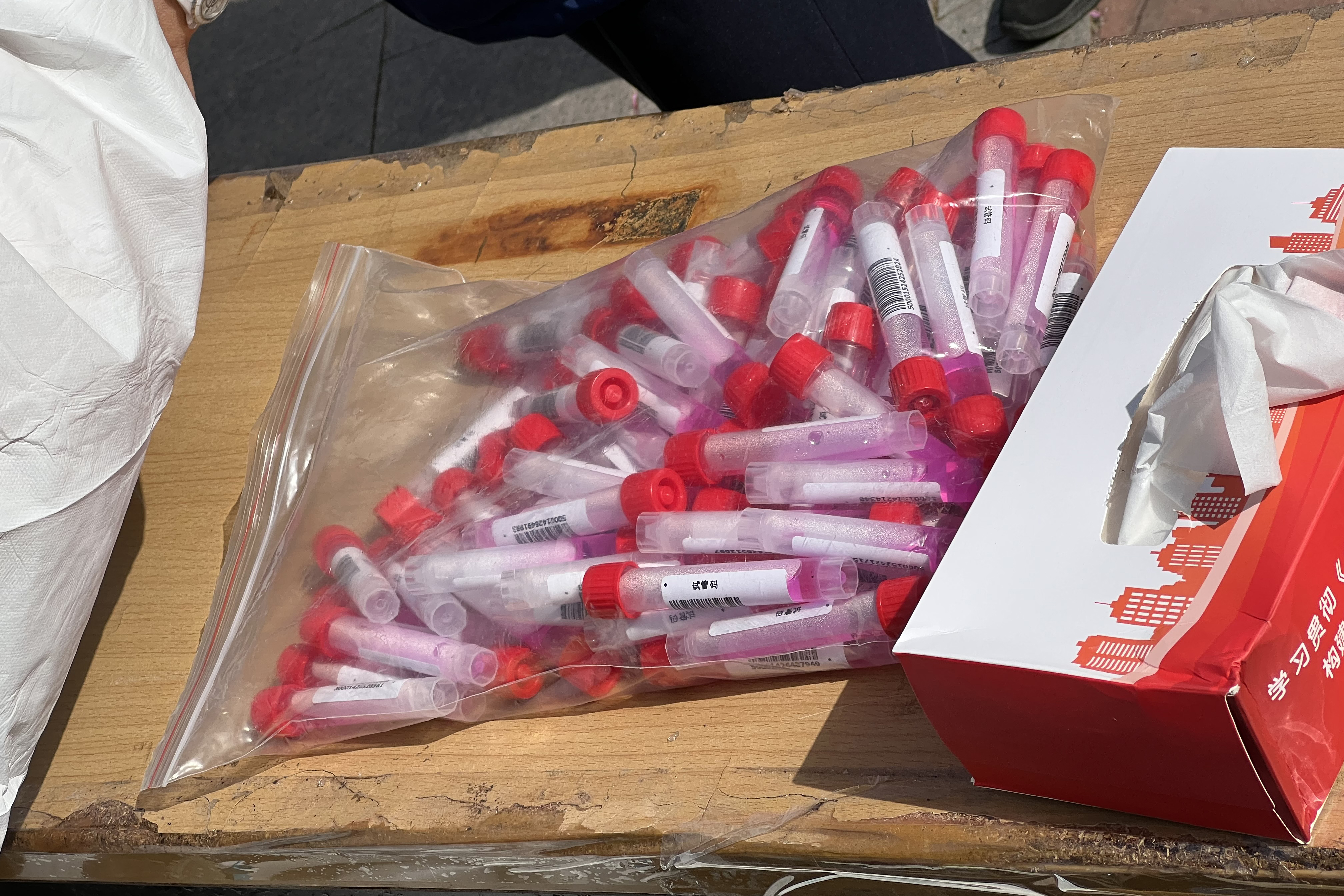
2022年4月26日，大规模核酸检测期间使用的采样管

4月9日，朝阳区副区长杨蓓蓓表示，4月8日全区共采样798331人。其中，8个重点街乡开展第三轮核酸采样398000人，结果均为阴性，“社会面采样400331人，已出结果370316人均为阴性，其他待出。”同日，顺义区副区长冯江全表示，顺义区将于4月9日、11日、13日在地铁15号线涉及顺义区的7个站点出站口向出站人员发放抗原检测试剂，预计发放数量约20万份，供地铁通勤市民自行核酸筛查使用。
4月24日，朝阳区副区长杨蓓蓓表示，为有效阻断新冠肺炎疫情传播，确保全区居民生命安全和身体健康，经研判，朝阳区扩大核酸检测范围，从4月25日起全区进行常态化核酸检测，在25日、27日和29日进行三次检测。
4月25日，北京市政府新闻发言人徐和建表示，目前所有感染者均在管控范围，区域核酸检测已出结果均为阴性。决定在朝阳区已经开展核酸检测基础上，进一步扩大区域筛查范围，从26日-30日，对东城、西城、海淀、丰台、石景山、房山、通州、顺义、昌平、大兴、经开区等11个区域人员开展三轮核酸检测。
4月27日，第一轮区域核酸筛查累计采样1981万人次，已出结果1980万人次，其中朝阳区临时管控区筛查出3管“五混一”阳性，社会面筛查出9管混采阳性，通州区1管“三混一”阳性、2管“十混一”阳性，丰台区2管“十混一”阳性，海淀区、顺义区、大兴区、石景山区各有1管“十混一”阳性。
4月28日至5月1日，延庆区全区18个街道、乡镇开展两轮区域大规模核酸检测。4月28日-4月30日，平谷区开展两轮区域核酸检测。4月30日，密云区开展区域核酸检测。
5月1日至4日，北京市继续开展两轮区域核酸筛查。
5月3日、4日、5日，除5个生态涵养区外的平原地区，包括东城、西城、朝阳、海淀、丰台、石景山、房山、通州、顺义、昌平、大兴、经开区12区，继续连续开展三轮区域核酸筛查。5月5日、6日、7日密云区连续开展三轮区域核酸检测。5月7日、8日、9日东城、朝阳、海淀、丰台、房山，以及其他区4月25日以来出现过病例的街镇，继续开展三轮区域核酸筛查。5月7日、8日经开区、石景山区，开展两轮区域核酸筛查。5月8日、9日、10日顺义区连续开展三轮区域核酸筛查。5月10日、11日、12日，朝阳、顺义、房山3区全域，其他14区近7日内出现阳性病例的街镇，连续开展三轮区域核酸筛查。5月12日、13日、14日，海淀区连续三日开展区域核酸检测。
5月6日，北京日報表示，从数据来看，虽然北京每日新增本土感染者较为稳定，但社会面仍有零星隐匿感染者，大规模筛查、常态化检测确有必要。5月8日，庞星火介绍，北京本轮疫情中，发现了多次核酸阴性、最后阳性的病例。有市民曾担忧，这些人员是否因参加核酸检测而感染。北京市卫健委副主任李昂表示，政府已经对此采取了必要措施。目前未发现因参加区域核酸筛查而感染的情况。
5月13日至18日，北京在东城、西城、朝阳、海淀、丰台、石景山、房山、通州、顺义、昌平、大兴、经开区等12个区开展区域核酸筛查。5月19日至21日，西城、海淀、丰台、房山4区全域连续开展三轮区域核酸筛查，上述地区以外，近7日内出现阳性病例的街镇，连续开展三轮区域核酸筛查。5月22日至24日，房山区继续进行区域核酸筛查。5月21日至22日，密云区分批开展一轮区域核酸检测。5月25日，朝陽區、顺义区开展区域核酸检测。石景山区25日起开展连续三天全员核酸检测。5月27日，房山区开展区域核酸筛查。
5月18日，北京市疾控中心副主任刘晓峰表示，流调分析发现，有病例近期一直未参加核酸筛查，不但延误了治疗，还导致了疫情传播，增加了疫情防控不确定性。高质量、全覆盖开展区域核酸筛查和常态化核酸检测是尽早发现隐匿传染源的最重要手段，他呼吁广大市民积极主动参加核酸筛查。
5月24日起，北京市面向社会招募核酸采样志愿者，符合条件的有意向报名人员可通过“志愿北京”微信公众号报名。中华医学会北京分会根据志愿者报名情况，对报名者进行筛选与审核，统一组织适任者接受专业培训，经培训考核合格者将正式成为北京市核酸采样服务志愿者，并编入北京市核酸采样应急储备人员库，根据工作需要就近安排参与核酸采样工作。截至6月17日，北京16个区和经开区共报名志愿者46247人次，初步资格审核合格18005人。
截至5月30日，据了解，房山区核酸检测基地共占地4000㎡，共建设6组气膜方舱实验室，日检测能力可达到10万管。
6月10日起，朝阳区对21个重点区域开展区域核酸检测。6月10日、12日，怀柔区龙山街道开展区域核酸检测。
自6月12日起，北京市新冠病毒核酸检测单样本价格由每次19.7元降低至16元。
6月13日起，朝阳區连续三天开展区域核酸筛查。6月16日起，朝阳区连续开展三天区域核酸筛查。
经开区于6月22日至7月1日连续开展十轮区域核酸检测。
6月25日，北京市商务局副局长郭文杰表示，不需查验0到3岁婴幼儿核酸检测证明。
7月9日晚21时至次日凌晨3时，北京市社会面核酸检测系统进行软件版本升级，共需6小时，升级期间社会面核酸检测系统暂停服务。

### 日常生活
朝阳区副区长杨蓓蓓表示，朝阳区为应对此次疫情，深入做好封控管控区域生活物资配送、垃圾清运、就诊购药等工作，重点关心关爱老弱病残等特殊群体，加强物资采购调度和供应保障，确保生活必需品和防疫物资供应充足。
自4月21日起，北京交管部门对机动车逾期未检验、驾驶证逾期未换证、未审验的，统一延长3个月办理期限。

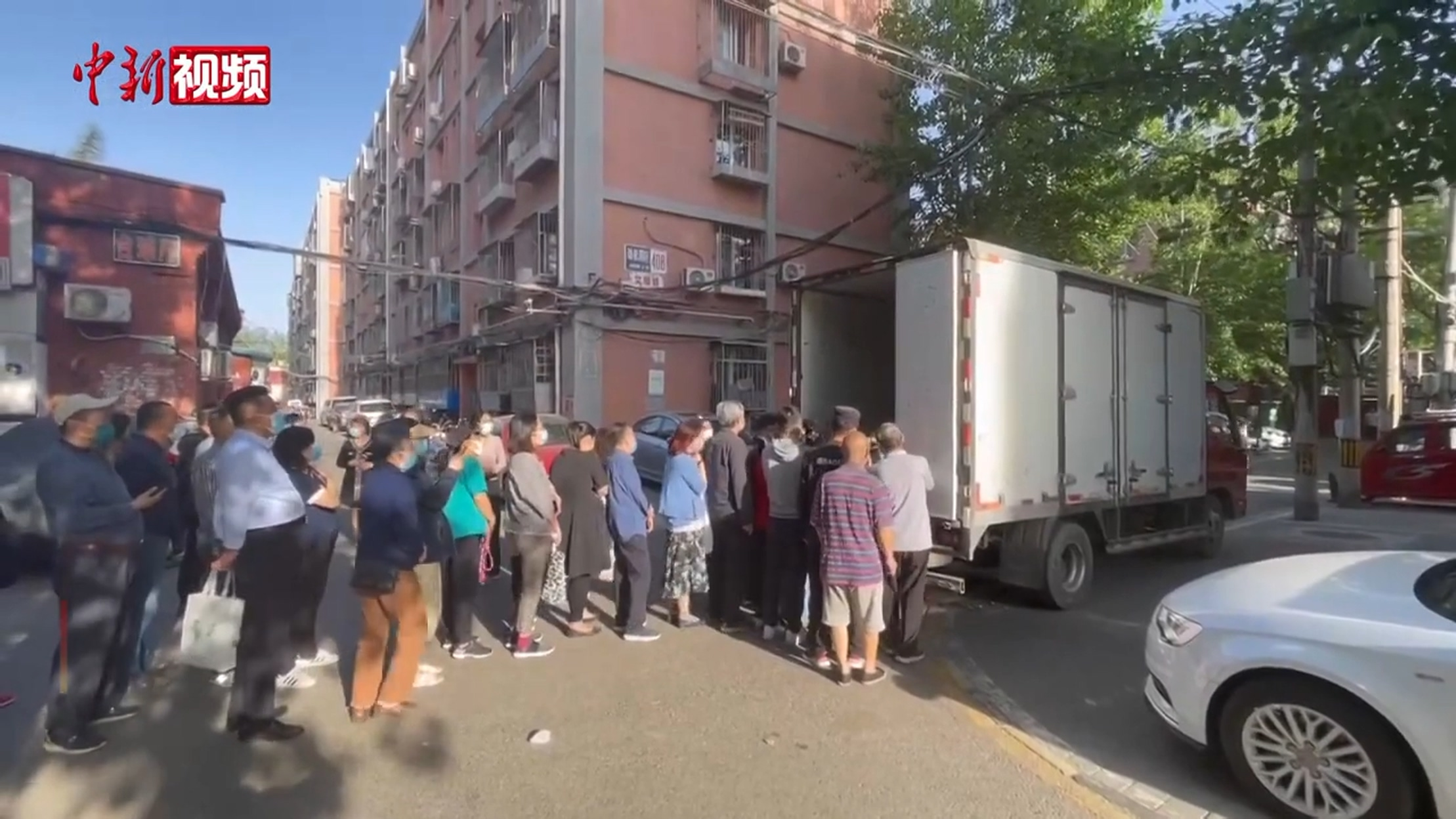
4月26日，劲松东社区的居民正在排队等待购买蔬菜

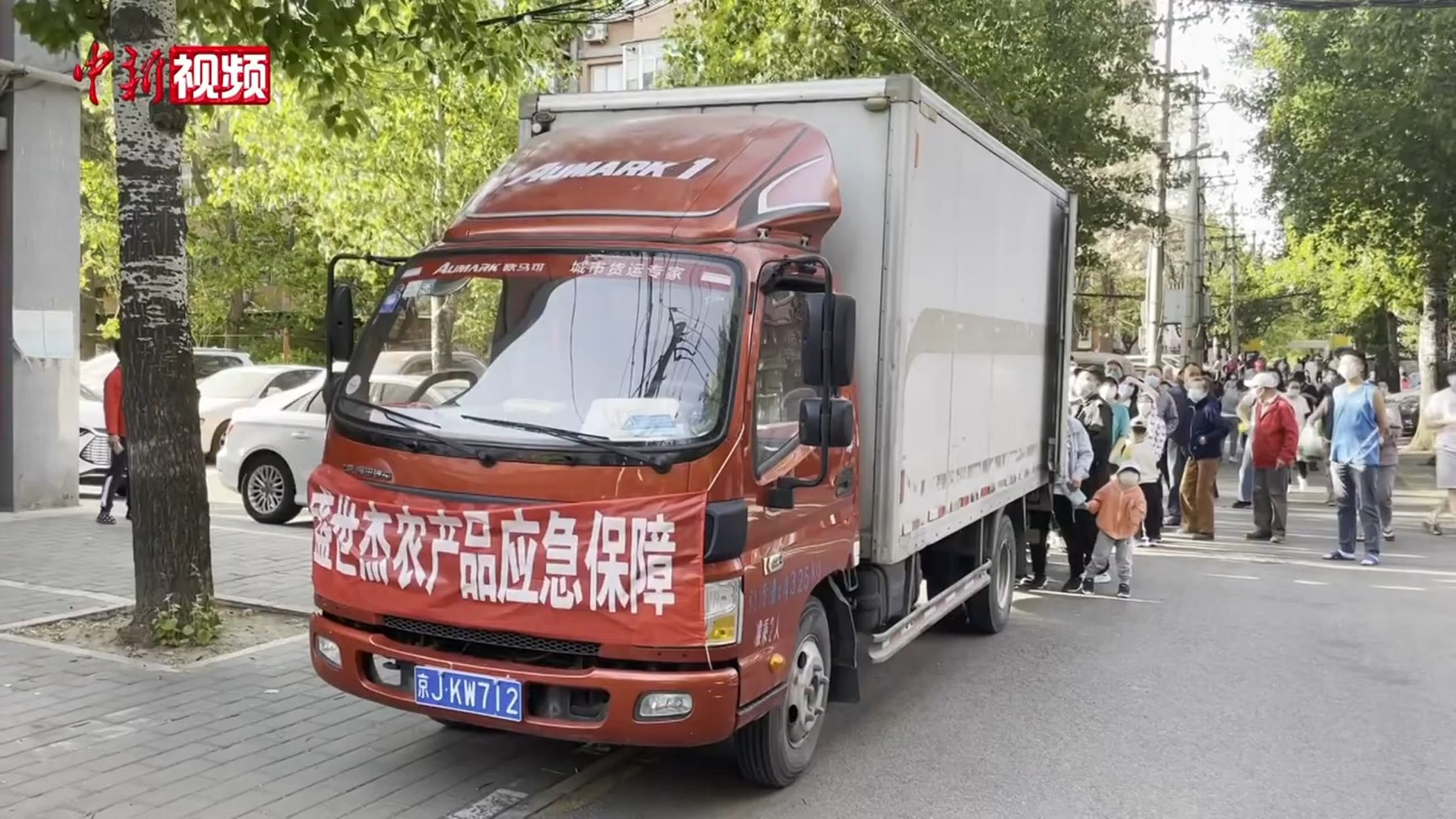
农产品应急保障车辆

4月23日-26日，北京出現一陣物資搶購潮。北京市商务局副局长赵卫东于26日表示，据监测，主要农产品批发市场当日蔬菜价格整体平稳，猪肉交易量68.8万公斤，环比增加18.2%，价格有所上涨，鸡蛋交易量49.3万公斤，环比增加13.3%，价格小幅上涨。粮油市场价格稳定，储备充足。4月27日，据新京报报道，经过4月25日的囤菜“高峰”，到27日，市场交易量和菜价均已趋于常态水平。当日新发地市场蔬菜日上市量已经达到2.58万吨，打破了34年以来历史同期最高纪录，供应量十分充足。新发地批发市场董事长张玉玺介绍，4月27日市场鲜菜的加权平均价为3.99元每公斤，较之前一天有明显下降，降幅比较突出的有大白菜、油菜、菠菜、茄子、豆角、大葱、白萝卜、韭菜等。以某家商户经营的白豆为例，25日的价格达到6元一斤，27日已经回落到3元一斤。
截至4月25日，北京一些健身房已经开始取消课程，甚至关闭，不过生活基本正常，商店、餐馆、电影院和酒吧暂时还在营业。
4月25日，北京市市场监管局发布《规范市场价格行为提醒告诫书》，提醒北京市各经营者及相关单位，不得捏造、散布涨价信息，哄抬价格；不得大量囤积市场供应紧张、价格发生异常波动的商品等。同日，北京市连锁经营协会在25日向超市发、京客隆、物美等全市重点连锁保供企业发出“抗疫防控、责任当先”的倡议，全力以赴做到“保供应、保质量、保价格、保安全”，各大商超日备货达到平常的5倍以上。截至4月26日，新京报表示当前生鲜蔬菜等物品供应充足，价格稳定。
4月26日，据北京市疾控中心副主任庞星火介绍，北京设置了17条心理服务热线，重点强化疫情期间市民心理健康与心理援助服务保障能力。同日，北京市商务局副局长赵卫东表示，将投放政府鸡蛋储备100吨，进一步满足消费需求，目前各项生活必需品政府储备数量充足。
4月28日，北京健康宝在高峰期间遭受网络攻击，北京當局表示网络攻击源头来自中國境外。
五一期间，市民群众进入全市各类公共场所，包括郊区的酒店、民宿等均须持48小时内核酸检测证明。同时，自5月1日至4日，北京市餐饮经营单位暂停堂食、转为外卖服务，倡导市民“回家做饭”。
五一假期后，北京市上班、上学人员须持48小时内核酸检测阴性证明方可返岗工作，返校学习。
5月4日，北京当局决定暂时延续五一假期社会面有关防控措施：继续暂停演出场所，娱乐场所，互联网上网服务场所和健身房等室内体育场所经营活动，暂停开放全市等级景区室内场所及图书馆、文化馆、美术馆等公共文化场所，公园景区继续按照50%限流，餐饮经营单位继续暂停堂食服务。同日北京健康宝“本人健康码自查询”一项页面更新，增加了核酸检测和疫苗接种的状态。5月4日起，朝阳区从事洗浴及足疗服务的相关经营主体暂停营业。
自5月5日起，北京市民进入各类公共场所、乘坐公共交通工具等须持有7日内核酸检测阴性证明。當天起北京停户外大排档全部暫停，並且商家不得在店外提供桌椅。北京市當局要求企業員工居家办公期间员工工资水平不得低于北京市最低工资标准。
5月7日起，北京市政务服务大厅暂停办理现场业务。
5月8日起，朝阳区临时管控区按照管控区管理，除做核酸外，足不出楼，严禁聚集。
自5月9日起，朝阳区民政局婚姻登记处（朝阳区广渠路28号院甲208）暂停使用，已预约人员可到劲松街道综合行政执法队（原朝阳区婚姻登记处北侧约150米）办理相关业务。同日起，北京市部分执法、车管窗口暂停对外办公。北京斯普瑞斯奥莱暂停营业。北京市自来水集团表示，疫情期间用户可“自报表数”缴费。
自5月12日起，进入党政机关企事业单位及其他社会单位、商务楼宇、商场超市、宾馆酒店、餐饮饭店等公共场所，须查验48小时内核酸检测阴性证明。
北京當局呼籲市民5月13日居家办公，14日、15日居家休息。
5月18日起，北京市丰台区人力资源公共服务中心暂停对外办公。
5月22日至5月28日，朝阳区、海淀区、丰台区、房山区、顺义区实行居家办公，其他区进一步降低到岗率，减少人员流动。确需到岗的，持48小时内核酸检测阴性证明，实行家庭单位“点对点”闭环管理；朝阳区、海淀区、丰台区、房山区、顺义区除保障基本生活需求的超市、菜店、餐饮机构（只提供外卖服务）、医疗机构、药店等正常营业外，区域内所有室内文化娱乐和体育健身场所、线下培训机构以及购物商场（超市、餐饮机构、食品店除外）暂停营业。
5月23日起，门头沟区全区农村大集暂停开放。同日至5月28日，密云区倡议该区居民及在密云区上班的外区居民居家办公。
严格的疫情封控逐渐对居民造成越来越深的影响，尽管这一疫情在这个拥有2200万人口的城市中没有造成人员伤亡，但学校、餐馆、非必要的企业和一些公园都已关闭，居民每天或几乎每天都要接受核酸检测，并被要求在家里工作。5月底，据法新社报道，面对清零带来的封控，北京人正在寻找各种放松的方法，“蹒跚学步的孩子们在运河中戏水，码麻将的人嘲笑着防疫距离要求，年轻人偷偷地喝着啤酒”。
5月28日，北京市商务局要求北京外卖骑手不得跨区送单。
5月29日起，北京市开始分区分级动态实施全市社会面防控措施：对于封（管）控区等重点涉疫区域，在充分评估、符合条件后及时解封；除生活或居住在封（管）控区的人员外，连续7日及以上无新增社会面病例的8个区保持正常生产生活秩序。此外，除封（管）控区内的购物商场外，因疫情暂停营业的购物商场恢复营业，适度控制客流量，暂不举办展销促销等聚集性活动，全市餐饮机构堂食暂缓恢复。
6月1日起，丰台区政务服务中心暂停办理现场业务。
6月6日起，除丰台区全域及昌平区部分区域外，北京市其余区域的餐饮经营单位开放堂食服务，进入各类公共场所、单位、楼宇、社区（村），参加会议培训、文艺演出、体育赛事、团队旅游等有组织的聚集性活动时的核酸阴性证明时限要求由48小时调整为72小时；快递、外卖服务人员可进入小区（村），通过将物品放置在家门口、快递柜、货架（柜）等方式，减少面对面接触，进行无接触配送。
6月9日14时起，朝阳区全区各歌舞娱乐场所、网吧、地下体育经营场所、地下体育培训机构暂停营业。
据报道，受天堂超市酒吧聚集性疫情影响，截至6月13日，朝陽區三里屯街道有700余户餐饮企业全部停止堂食，74家酒吧全部关停，52家文化及体育类培训机构暂停营业，12家棋牌室关停，11家足疗洗浴关停，67家文化娱乐场所关停，123家非保供类七小门店暂停营业，230余户美容美发门店全部暂停营业；高碑店地区602家非保供七小门店暂停营业，所有餐饮单位暂停堂食。
6月16日，徐和建表示，目前北京市全部位于地下密闭空间的酒吧、KTV、网吧、健身、剧本杀、洗浴等经营场所应当暂停开放。
6月22日起，北京经开区所有文化娱乐、体育健身场所和各类培训机构全部暂停营业；小餐饮、小旅馆、小理发店、小歌舞厅等门店暂时关闭；银行等金融机构、药店、加油站、水电气热通讯营业厅、规模以上超市等民生保障类场所照常开放，人员进入限制在50%以内；餐馆暂停堂食，可以提供外卖服务。6月30日起，北京经开区有序恢复开放经营性公共场所。
7月6日，北京当局表示，7月11日起，北京市进入线下培训机构、图书馆、博物馆、电影院、美术馆、文化馆、体育场馆、健身场所、演出娱乐场所、网吧等人群聚集场所的人员须接种疫苗（不适宜接种人员除外）。7月7日，北京市又表示，当前市民群众在严格测温扫码和查验72小时内核酸检测阴性证明后即可正常进入市内各类公共场所。
7月18日，《新冠肺炎流行期间北京酒店防控指引》发布，不得拒绝红码、黄码或弹窗限制等健康码异常的涉疫风险人员进入和入住，防止北京健康宝健康码异常的涉疫风险人员将疫情风险传播扩散至社会。

### 企业生产经营
4月25日，市政府建议各单位各企业结合实际，适当下调到岗率，鼓励远程居家等弹性办公，鼓励错峰上下班。同日，北京全面暂停2022年4月26日至4月30日期间的零散装修零散建设工程（含家庭装修、农村建房）施工。
5月5日起，朝陽區全区及公共交通运营调整的区域内单位，实行居家办公，确需到岗的，尽量采取自驾方式，减少单位内聚集，做到单位-家庭两点一线。5月6日，朝阳区要求全区“非必要不流动”。
5月6日起，房山区实行全区居家办公。
5月9日起，北京阶段性实施三项社保费缓缴。顺义区要求5月9日至15日区内各单位以居家办公为主，非必要不出顺。
5月14日起，岳各庄批发市场临时休市。
5月16日起，丰台区所有商业综合体，除餐饮商超等民生保障业态，全部暂停营业。
5月18日，徐和建表示，要对丰台区提级管控，全区非必要不出区，实行居家办公。
5月20日，北京市委宣传部副部长、市政府新闻办主任、市政府新闻发言人徐和建介绍，丰台区全域提级管控，严格执行“非必要不出区”，实行居家办公。
自5月21日12时起，海淀区全域实行提级管控措施，期間全區实行居家办公。
5月23日至5月28日，石景山区全区实行居家办公。5月23日，门头沟区提倡市民居家办公。5月23日至28日，顺义区继续全面落实居家办公。5月22日至5月28日，昌平区重点区域实行居家办公。
5月29日起，房山区、顺义区由居家办公调整为正常上班，连续5日无新增社会面病例的朝阳区、通州区适当提高到岗率。
5月31日6时至6月5日6时，丰台区全域继续实行居家办公，停止一切非必要流动，相关措施后延至6月9日6时。而海淀区在5月30日0时至6月5日24时继续实行居家办公。
6月1日起，除封管控区外，石景山区恢复正常生产生活秩序。
6月6日起，除丰台区全域及昌平区部分区域外，全市其他地区的居家办公地区调整为正常上班，有序恢复正常生产生活秩序。截至6月6日，北京市国有单位已为近4万家小微企业和个体工商户减免租金约58.6亿元，房租减免的速度、幅度和额度均远远超过2020年。
6月7日，北京发布《北京市统筹疫情防控和稳定经济增长的实施方案》，提出了6个方面45条精准高效、操作性强、务实管用的措施，稳增长、稳市场主体、保就业。方案提出，北京进一步扩大实施缓缴政策行业范围；对2022年承租京内各类国有房屋的在京注册或在京纳税服务业小微企业和个体工商户减免3个月房屋租金，其中对承租被列为疫情中高风险地区所在区的国有房屋的租户减免6个月租金。
截至6月13日16时，受天堂超市酒吧聚集性疫情影响，朝陽區三里屯街道企业平均到岗率不足10%；高碑店地区155家非民生必需企业关停。
上半年北京市實現地區生產總值約1.9兆元，按不變價格計算，年增0.7%，其中第一季度年增4.8%，第二季度按年下降2.9%。

### 教育
在朝陽區一所中学的10位学生4月22日检测阳性后，该校已经停课。随后，北京市委书记蔡奇视察了该校，下令对朝阳区所有中小学生进行全员核酸检测，并暂停朝阳区各类校外培训机构所有线下课程和集体活动。
4月25日，北京市政府宣布全面暂停4月26日至4月30日期间的校外培训机构线下培训课程及培训活动。
4月26日，北京公交驾校宣布将于4月27日至5月1日停止训练，5月2日恢复正常训练。
4月27日，通州区内中小学、幼儿园、中等职业学校师生暂停到校上课，托育机构暂停开展收托、保育服务。
4月28日，北京市教委表示北京市中小学、幼儿园、中等职业学校五一提前放假一天。
4月30日至5月4日，北京市继续在全市范围内暂停文化艺术类校外培训机构线下培训活动。
5月3日，北京市委教育工委副书记、市教委新闻发言人李奕称，北京高校校内住宿师生员工原则上不再出校，并要加强校内家属区人员管理。5月21日，徐和建表示，在京各高校要严格校园封闭管理，加强学生健康监测和核酸检测。
5月5日起，全市中小学、幼儿园等暂停到校上课。
5月11日起，东城区义务教育入学咨询暂停现场接待和线下审核。
6月2日起，北京全市非涉疫高三学生可以返校。中小学其他年级学生原定於6月13日返校，幼儿园幼儿原定於6月20日返园。6月11日又調整為非涉疫初三年级学生6月13日返校，中小学其他年级继续居家线上教学。
6月27日，高一高二、初一初二年级和小学一至六年级返校，幼儿园7月4日返园。
6月27日起，北京市有序恢复青少年校外体育培训活动。

### 考试

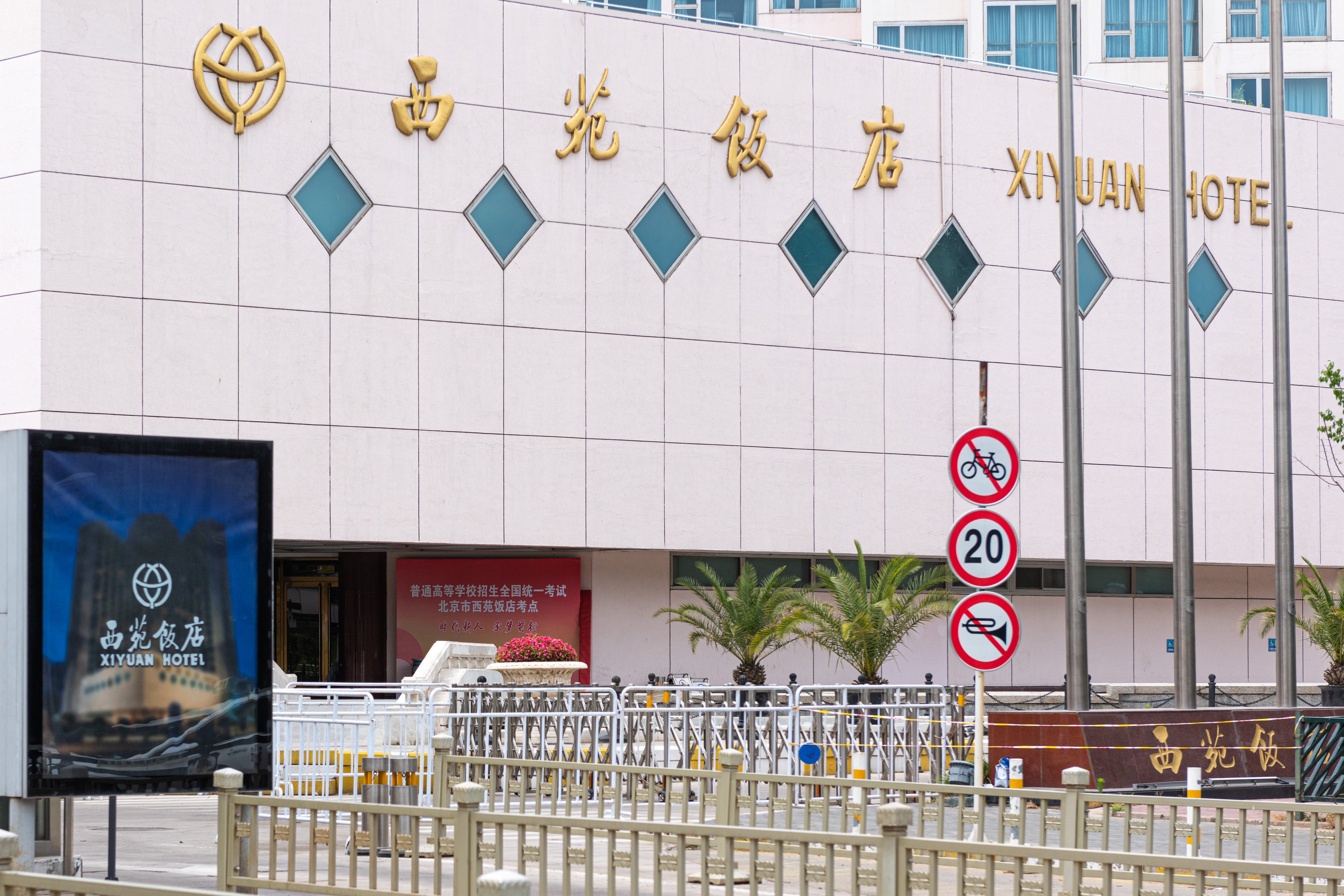
位于海淀区三里河路最北端的西苑饭店是海淀区封（管）控区考生的专用考点，相关考生已于6月6日闭环转运至该酒店参加考试

2022年上半年中小学教师资格面试考试、2022年5月全国监理工程师、全国一、二级注册建筑师、全国环境影响评价工程师及全国上半年计算机技术与软件考试并入下一年度组织开展。2022年体育中考调整为合格性考试。北京市2022年高校毕业生到农村从事支农工作招聘考试延期并调整为线上进行。原定于5月28日举行的全国高等学校英语专业八级考试（TEM8）延期至今年下半年举行。原定于6月18日举行的全国高等学校英语专业四级考试（TEM4）延期举行。原定于5月22日举行的2022年同等学力人员申请硕士学位外国语水平和学科综合水平全国统一考试延期至2022年下半年举行。原定于5月14日举行的2022年上半年北京地区成人本科学士学位英语统一考试延期举行。原定于5月21日至22日举行的书画等级考试（北京地区）延期举行。原定于5月举行的二级造价工程师、北京市思想政工师、注册核安全工程师执业资格考试延期。原定于6月11日举行的北京地区全国大学英语四、六级考试延期至9月17日举行。原定于6月26日下午举行的初二年级初中学业水平考试和6月29日至7月1日举行的第二次普通高中学业水平合格性考试延期。
5月18日，在距2022年高考还有20天之际，北京市召开了2022年教育考试招生安全工作电视电话会议。会议强调，2022年是政治大年，要切实提高政治站位，增强政治自觉，扛起政治责任，以最高标准、最严要求做好考试组织和疫情防控各项工作，着力做好疫情防控、考试安全两方面工作，做到“应考尽考”“一个不落”，确保高考、中考等考试招生工作圆满顺利完成，以实际行动迎接党的二十大胜利召开。5月29日，北京市當局表示當年高考设置了封管控考点，处于封控区、管控区的考生將“吃住行考”一体化，其中封控区考生实行一人一考场。截至6月2日，封管控区内有3400余名考生。
据了解，北京市共设置中考常规考点219个，考场3583个，分别设在18个考区，主要安排能够正常参加考试的考生。在此基础上，在每个常规考点按一定比例设置了备用考场，用于安排考试当天入场时健康检测异常或考试过程中身体状况异常的考生、返京不足14天的考生考试，这类考场设置了专用防疫通道、安检入口和防护措施，与其他考场严格实行物理隔离。另外，还为常规考点设置了备用考点，如果常规考点或周边发生聚集性疫情，那么将原考点进行整体平移至备用考点。本次中考共有考生10.09万人。
初二年级学考安排在7月17日上午进行。高一、高二年级会考计划调整到新学期开学后，9月底前进行。

### 交通应对

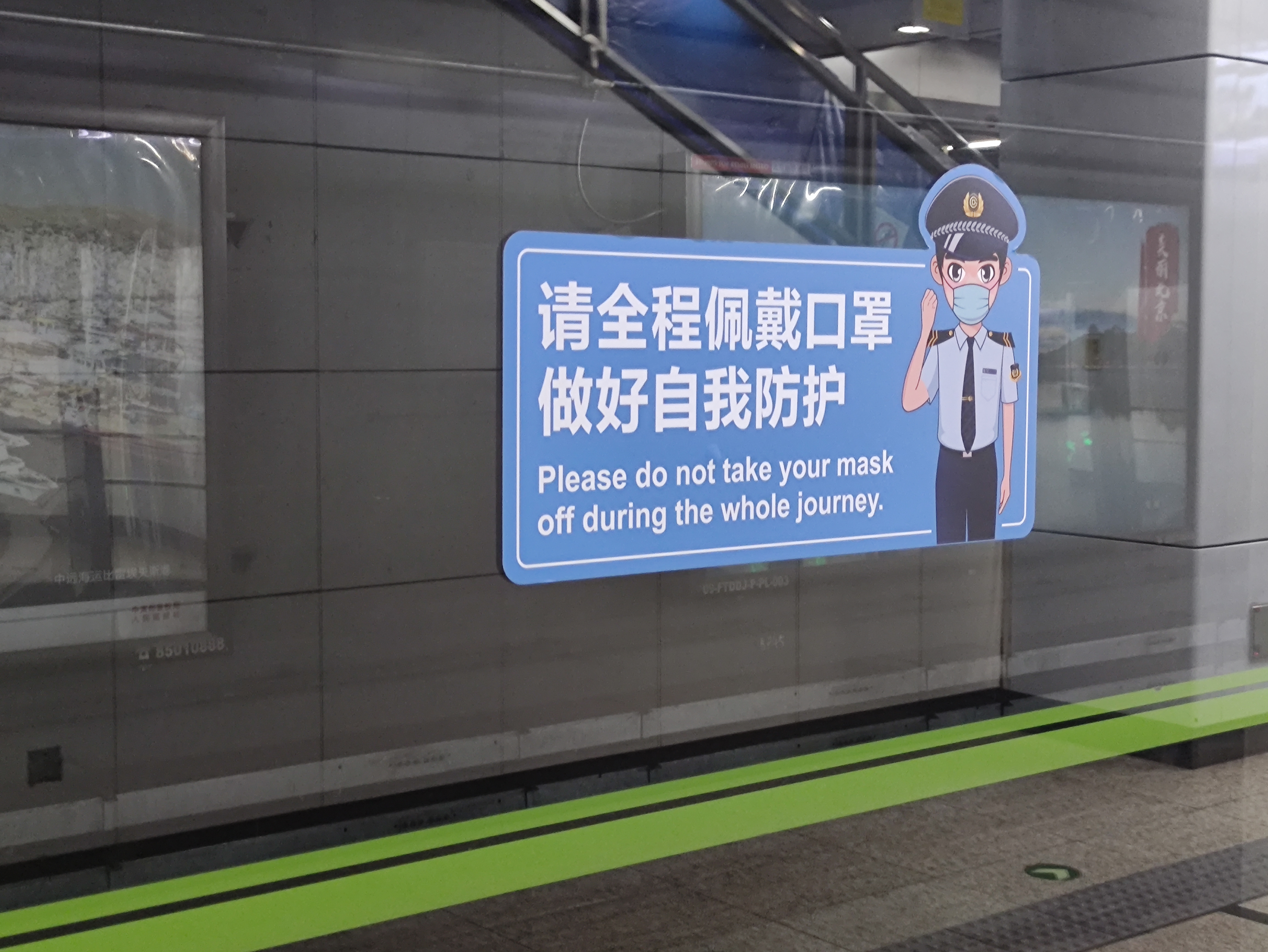
疫情期间的地铁

从4月25日晚间开始，北京市朝陽區疫情临时管控区域提升管控措施，部分道路已实行交通管制，部分途经临时管控区域的公交线路受到影响，朝阳区提升管控措施的临时管控范围为东二环以东，西大望路以西，华威南路和松榆南路以北，广渠路以南合围区域。截至4月26日，涉及临时管控区域的7号线、10号线、14号线的沿线各站均保持正常开启状态，乘客可以自由进出站；地面交通方面，通往朝阳区临时管控区域的所有支路均已采取交通管制措施，但位于临时管控区域边界的东二环、广渠路等道路目前可以正常通行，横穿临时管控区域的劲松路也没有受到影响。受交通管制措施影响，临时管控区域内的部分公交线路已采取绕行措施。
4月26日，平谷区要求全员筛查区人员需持48小时内核酸阴性证明进入平谷区。
4月27日，受北京房山区窦店镇疫情防控部分道路封闭影响，截至4月27日8:00，北京公交集团共有5条线路采取临时调度措施。
自4月29日至5月1日期间，北京市郊铁路S2线在执行小长假7对/日的列车开行方案的基础上，临时加开4对列车，日开行列车达到11对。列车运营方表示，加开列车是为了满足“五一”小长假期间市民出行需求、减少疫情期间人员聚集度。
自4月29日18：00起，地铁1号线及14号线大望路站各出入口采取临时封闭措施，大望路站各出入口停止进出站，站內換乘不受影响。同日起，73条公共汽車线路采取临时调度措施。
北京首都国际机场要求“五一”期间所有人员须提供48小时内核酸检测阴性证明，方可进入航站楼。5月5日起，所有进入北京首都国际机场和大兴机场航站楼人员须提供7日内核酸检测阴性证明，乘机进出京均需48小时内核酸检测阴性证明。5月12日起，进入北京首都国际机场航站楼需48小时内核酸阴性证明。
5月1日9时起北京1号线八通线、7号线环球度假区站封闭。同日，公交集团2条线路采取临时调度措施。5月3日，受房山区西石府村道路疫情管控影响，公交集团3条线路采取临时调度措施。
5月3日，北京市委宣传部对外新闻处处长田伟表示，近期本市中高风险地区人员、有1例及以上感染者的街乡镇人员、封控区管控区和临时管控区人员、北京健康宝弹窗人员严控出京。其他人员非必要不出京，确需出京的，须持登机登车前48小时内核酸检测阴性证明和北京健康宝绿码，機場、火车站将加强查验，对公路出京人员也将进行抽查。
5月4日起，北京62個地鐵站封閉出入口，停止进出站，涉及的换乘站保留站内换乘服务。与此同时，朝阳区朝阳路以南（不含朝阳路）所属158条公交线路自5月4日首班车起采取临时调度措施。途经房山区阎村镇封控区周边的31条公交线路采取临时调度措施。北京当局表示会组建出租汽车应急车队，服务公共交通受到影响的地区的居民出行需求。据新京报报道，受到北京部分地铁站临时封闭、公交线路停运绕行的影响，北京地铁、京港地铁的客运量较节前下降四成左右，骑自行车通勤的居民明显增加，共享单车十分抢手。
北京各铁路车站对进站出京旅客查验乘车前48小时内核酸检测阴性证明。北京109条定制公交商务班车线路停驶，13条线路采取甩站措施。巡游定制公交望京区域、小红门区域车辆全部停驶，环球度假区巡游定制公交因疫情防控需要，部分站点暂停预约。
5月6日起，北京定制公交10条通勤线路采取临时甩站措施。
5月7日，1号线八通线、2号线、7号线取消运营时间延长措施。同日起，地铁房山线苏庄站采取封闭措施，列车通过不停车，石景山、房山部分公交线路停驶、绕行。
5月9日起，北京地铁8号线森林公园南门站A口、B口，奥体中心站B1、B2口采取临时封闭措施。同日起，途经房山区周口店镇的7条公共汽車线路采取临时调度措施。
5月10日起，北京地铁国展站、后沙峪站、南法信站、石门站、顺义站关闭，同日8时起前门站A口临时封闭。
5月11日起，白石桥南站，白堆子站，甘家口站恢复正常运营；花梨坎站、俸伯站关闭。同日起，途经北京顺义区25条公共汽車线路以及途径北京通州封控区周边28条公共汽車线路采取临时调度措施。
5月12日起，良乡站、北京东站，顺义站、牛栏山站停办市郊列车客运业务，稻田站、长阳站、篱笆房站、广阳城站、良乡大学城北站、良乡大学城站、良乡大学城西站、良乡南关站、永泰庄站、上地站、采取封站措施关闭，燕房线全线停运，清河站关闭所有出入口，只保留站内换乘功能。124条途径房山区的公共汽車线路停运、3条线路采取区间调度措施。途经顺义区的全部28条公交线路，顺义区97条区域公交，采取区域外区间、甩站、停运等措施，其中区域外区间措施3条，甩站7条，停驶措施115条。途经海淀区北太平庄街道部分区域的45条公交线路采取甩站、区域外区间、停驶等措施。同时，暂停出租汽车跨朝阳南部地区（朝阳路以南不含朝阳路）、房山区、顺义区（除首都机场外）等区域运营，网约车平台不得向上述区域及跨上述区域派单。同日9时起，大鐘寺站关闭，西直门站、积水潭站关闭所有出入口，只保留站内换乘功能。
5月13日，1号线八通线、2号线、7号线取消运营时间延长措施。
5月14日，房山区委常委、宣传部部长、区委新闻发言人张明智介绍，房山区公交、地铁、网约车全部停运。同日起，途经丰台丽泽雅园管控区6条公共汽車线路采取甩站措施。5月14日17时起，东管头站关闭。
5月15日起，多条公共汽車线路采取临时调度措施。
5月16日起，五道口站关闭。同日起，多条公共汽車线路采取临时调度措施。5月16日15时起，六里桥站全部出入口关闭，郭庄子站、大井站关闭。

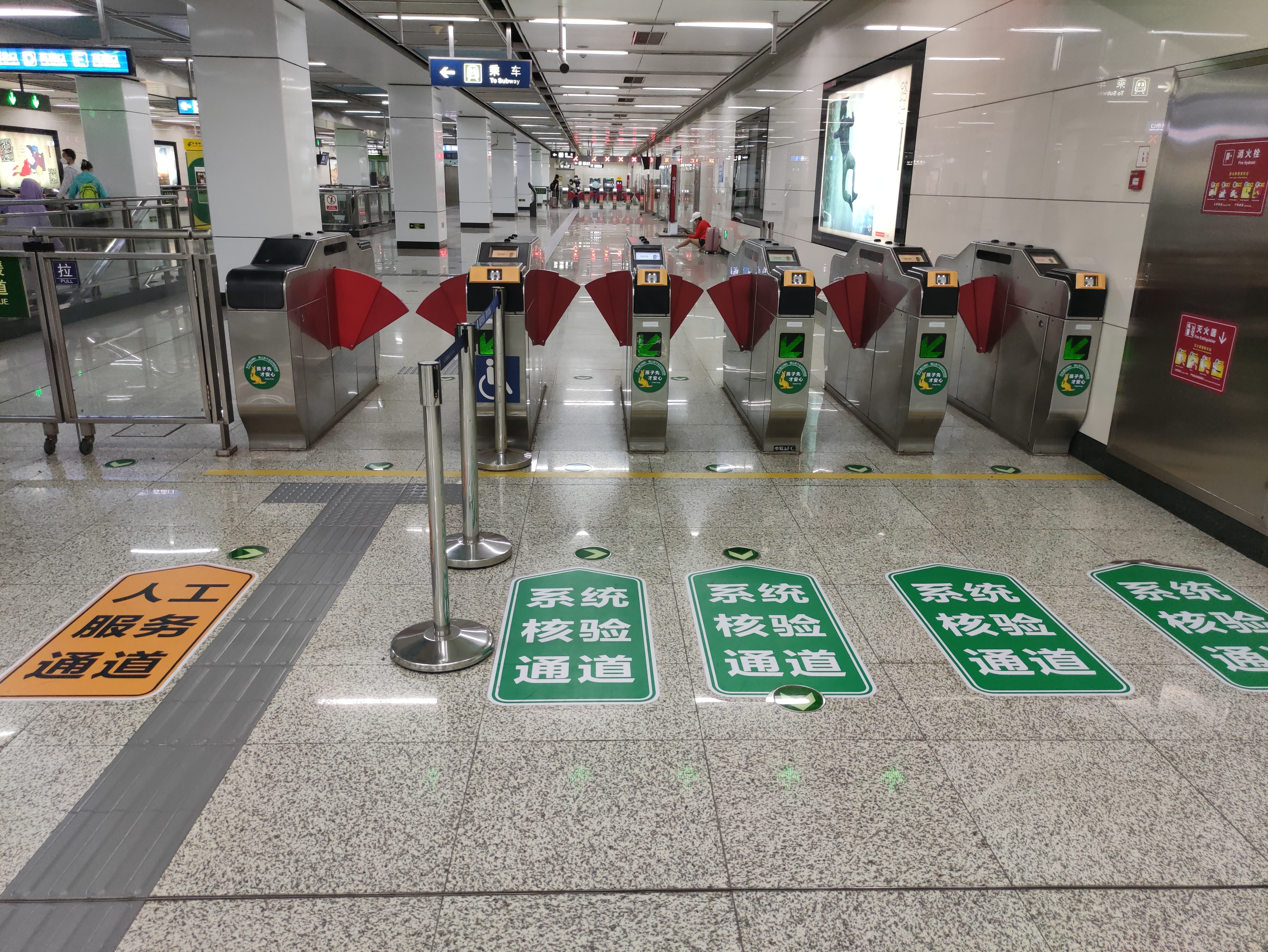
北京地铁北京健康宝人工核验和系统核验通道

5月17日起，大瓦窑站关闭，七里庄站关闭所有出入口，只保留站内换乘功能，途经海淀区的18条公共汽車线路采取临时调度措施，途经丰台区的3条公共汽車线路采取临时调度措施。从17日起，封控区、管控区周边的公交、地铁部分线路及车站，工作人员将查验乘客北京健康宝，对健康码显示异常的乘客进行提示、劝离。老年人和儿童无法出示的，暂时不进行查验。同日起，北京一卡通开始进行系统升级，乘客可以绑定自己的北京健康宝信息。6月9日起，地铁全网、城六区地面公交线路正式启动乘客健康码自动核验。
5月18日起，途经海淀马连洼相关站位公共汽車线路不再停靠上下乘客，2条跨京冀运行公交线路采取临时调度措施。5月18日12:30起，马连洼站关闭。5月18日20时起，安河桥北站，莲花桥站、长春桥站关闭，多条公共汽車线路也同时受影响。
5月19日起，丰台区部分公交车站关闭。同日起，京津两地通勤人员每次进出京均须持48小时内核酸检测阴性证明。5月19日10时起，农大南路站关闭。
5月20日起，北京市郊铁路S2线、通密线列车开行方案临时调整。丰台区除北京西站、北京南站的公交、地铁、出租车正常运营外，其他区域公交线路全部甩站或停运，地铁站点全部封站，出租车限制区域运营。
5月20日、21日、27日、28日，1号线八通线、2号线、7号线取消运营时间延长措施。
5月21日起，马家堡站、角门西站、公益西桥站、新宫站、蒲黄榆站、刘家窑站、宋家庄站、木樨园站、海户屯站、大红门南站、和义站、东高地站、火箭万源站、六里桥东站、丰台东大街站、丰台南路站、科怡路站、丰台科技园站、郭公庄站、石榴庄站、大红门站、角门东站、草桥站、纪家庙站、首经贸站、地铁丰台站、泥洼站、西局站、张郭庄站、园博园站、西局站、丽泽商务区站、菜户营站、西铁营站、景风门站、蒲黄榆站、方庄站、新发地站、东管头南站、花乡东桥站、白盆窑站以及大葆台站关闭，仅换乘站保留站内换乘功能，丰台区的215条公交线路采取临时调度措施。
5月21日，徐和建表示，暂定5月22日至5月28日，朝阳区、海淀区、丰台区、房山区、顺义区继续执行现行公交地铁运营调整措施，其他区新增的封控区、管控区内的公交线路甩站或停运，地铁站点封站，出租车限制区域运营。
5月22日起，怀密线S515次、S516次、S517次、S518次列车停运。此外，部分地铁站关闭或封闭部分出入口。
5月23日起，天通苑站、龙泽站、回龍觀站、南邵站、沙河高教园站、地铁沙河站、巩华城站、生命科学园站关闭，朱辛庄站、霍營站关闭所有出入口，途经海淀、昌平两区的47条公交线路以及三条昌平区内公交采取甩站绕行、区间或停驶措施，海淀区部分公交车站关闭。同日起，顺义区49条区域公交线路5月23日起恢复运营。
5月24日起，部分公交车站关闭。5月25日9时起，前门站A口关闭。
截至5月25日，北京已有170余座地铁站采取封闭措施，占到了地铁站总数的近四成，客流量较去年同期降幅近九成。
5月26日至6月4日北京地铁9号线结束运营时间提前。
5月27日起，途经石景山区石俯路的2条公交线路停驶。
5月28日起，火器营站关闭，西二旗站关闭所有出入口，保留站内换乘功能。自5月28日首车起，途经石景山区黑石头村、海淀区四季青镇西冉村区域的7条公交线路采取临时调度措施。
5月28日傍晚，京港地铁发布公告称，5月29日首班车起，永安里站、国贸站、四惠站、四惠东站、高碑店站、传媒大学站、双桥站、管庄站、八里桥站、和平西桥站、惠新西街北口站、大屯路东站、草房站、金台路站、青年路站、广渠门外站、双井站、九龙山站、大郊亭站、南楼梓庄站、欢乐谷景区站、垡头站、双合站、焦化厂站、黄厂站、郎辛庄站、黑庄户站、分钟寺站、劲松站、双井站、国贸站、金台夕照站、北工大西门站、平乐园站、九龙山站、金台路站、大屯路东站、国展站、花梨坎站、后沙峪站、南法信站、石门站、顺义站、俸伯站、十八里店站、周家庄站、稻田站、长阳站、篱笆房站、良乡南关站、大石河东站、马各庄站、饶乐府站、房山城关站、燕山站恢复运营。5月29日起，除封（管）控区外，朝阳、顺义、房山等3个区恢复公交、地铁、出租车等公共交通运营服务。
5月30日起，北京143条定制公交线路班次恢复运行。5月30日14时起，分钟寺站、育新站、西小口站以及海淀区部分公交车站关闭。
5月31日起，7路、12路、43路、84路、夜28路公交车采取停驶措施，141路调整为发时代庄园北站至前门区间。
6月1日15时起，环球度假区站、北运河东站、北运河西站恢复运营，北京昌平白各庄村周边地区部分公交车站关闭。
为满足市民“端午”小长假出行需求，2022年6月3日至6月5日期间，市郊铁路怀密线、通密线和S2线列车开行方案调整。
6月2日起，途经房山区的59条公交线路恢复在房山区内的运营。自6月2日首车起，昌平区北辰红橡墅小区、东二旗新村、名流花园菊苑周边的6个公交车站关闭。
6月3日起，大望路站、百子湾站、化工站、阎村东站、良乡大学城西站、良乡大学城站、良乡大学城北站恢复运营。
6月6日起，途经海淀区的31条公交线路有序恢复运营，其中28条线路恢复运营，3条线路恢复局部区间运营，经过封（管）控区域的8条线路、8个站位仍采取甩站通过措施；途经房山区的24条公交线路恢复在房山区内的运营。其中19条线路恢复运营，5条线路恢复局部区间运营；途经石景山区的3条线路，途经顺义区的3条公交线路恢复运营；北京市郊铁路城市副中心线良乡站、北京东站，通密线顺义站、牛栏山站恢复办理市郊列车客运业务；部分地铁站也同时恢复运营，同时市民乘坐公共交通工具的核酸阴性证明时限要求也从48小时调整为72小时。
6月7日起，天通苑站、朱辛庄站、平西府站、西小口站、永泰庄站、莲花桥站、上地站、清河站（13号线、昌平线）、西二旗站、南邵站、沙河高教园站、沙河站、巩华城站、生命科学园站、肖村站、小红门站恢复运营。
6月8日起，途经海淀清河街道、四拨子周边的19条公交线路恢复运营。同日起，27条定制公交线路及2个区域的巡游定制公交恢复运营。

6月9日起，途经丰台区的272条公交线路有序恢复运营，其中218条线路恢复全线运营，48条线路恢复运营局部甩站，6条线路恢复区间运营，途经封（管）控区周边站位采取临时甩站措施。出租车（含网约车）恢复在丰台区域内运营（封（管）控区域除外）。朝阳区、丰台区52座车站恢复运营。
6月10日、17日，1号线八通线、2号线、7号线取消运营时间延长措施。
6月10日起，跨北京和廊坊市北三县的21条公交线路恢复运营；途经北京昌平3处地铁站的19条公交线路恢复运营；回龙观东大街站、霍營站、育新站、龙泽站、回龍觀站恢复运营；途经北京朝阳康静里的5条定制公交线路甩站；18路和596路公交车暂停运营；806路公交车采取临时调度措施。
6月11日起，刘家窑站、蒲黄榆站、石榴庄站、分钟寺站、方庄站、蒲黄榆站、郭庄子站恢复运营。6月11日首班起14条跨京冀运行公交线路采取暂停运营或区间运营措施。
6月12日，受降雨影响，北京5条公交线路采取甩站措施。6月12日起，7条跨京冀运行公交线路采取暂停运营或区间运营措施。6月12日12时起，北京公交836路和F85路恢复运营。
6月15日起，北京地面公交线路全网启动自动核验健康码；途经昌平区白各庄村、东三旗的24条公交线路恢复运营；北京公交396路和专110路恢复正常运营。6月13日至15日，北京公交劝返健康码异常乘客19003人次，15日当天，劝返乘客共计12725人次，较前一日增加9624人次。
6月16日首车起，396路和专110路暂停运营。6月16日起，途经昌平区封管控区的35条公交线路恢复运营。
6月19日起，宋家庄站、成寿寺站、张郭庄站以及途经丰台区封管控区域21条公交线路恢复正常运营。北京地铁全路网车站恢复运营。
6月20日起，双兴苑小区公交场站采取临时封闭措施，场站内公交车停止运营，途经周边车站的线路车辆采取甩站通过措施；18路和596路公交车恢复正常运营。
7月6日，北京市卫健委新闻发言人李昂表示，结合奥密克戎变异株特性及北京防控经验，北京对首都防控政策措施进行调整：将14天内有1例及以上本土新冠病毒感染者所在县（市、区、旗）旅居史人员严格限制进返京，调整为7天内有该区域旅居史人员严格限制进返京。对有1例及以上本土新冠病毒感染者所在地级市其他县人员、陆路边境口岸所在县人员不再限制进返京。同时，按照“防控为主、统筹兼顾、稳妥有序、逐步推进”原则，分批有序恢复直航北京国际商业客运航班。
7月6日20时起，北京市内各火车站对进站出京旅客查验乘车前48小时内核酸检测阴性证明，调整为查验乘车前72小时内核酸检测阴性证明。

### 文旅體育活动
4月24日，北京市文化和旅游局向各区级文旅部门、市文化执法总队发出通知，即日起在全市范围内暂停北京市旅行社经营市民“在京团队旅游”业务。
4月25日，北京市政府宣布全面暂停2022年4月26日至4月30日期间举行的文艺演出、体育赛事、展销促销等大型聚集性活动。
据报道，“五一”假期故宫、南锣鼓巷等多地实施限流错峰、实名预约制度。
据新京报记者从北京市园林绿化局获悉，“五一”5天假期，北京重点监测公园共接待游客477.7万人次，与去年同期相比减少37.7%，其中10家市属公园和国家植物园共接待109.15万人次，比去年同期减少53.52%。自由亚洲电台报道称，“疫情前旺季一票难求的香山公园，在“五一”当天接近傍晚的两个小时，只有13张门票被预约。北京的故宫、八达岭长城、颐和园有大量余票待售。”
据经济观察报报道，由于北京暂停了所有文艺展演活动，民营艺术团体面临了很大的生存困难，不少民营艺术团体解散。
5月29日起，连续7日无新增社会面病例的区，图书馆、博物馆、影剧院、美术馆、文化馆和体育健身等场所（位于地下空间的除外）按照50％限流开放。
截至6月2日16时，京郊1580余家民宿中有740家重新迎客，已经恢复营业的郊区民宿平均预订率约为53%。端午期间，各民宿对于入住的客人有着严格的防疫要求，一些民宿要求“一天两检”。
6月6日起，除丰台区全域及昌平区部分区域外，北京市其他地区各类景区、景点、公园按照75％限流开放；各类图书馆、博物馆、电影院、美术馆、文化馆和体育健身、演出娱乐、互联网上网服务等场所按75％限流开放。
6月9日下午2时起，朝阳区娱乐场所暂停营业。同日12时起，东城区歌舞娱乐场所、网吧暂停营业，全区设置在酒店、影剧院、歌舞娱乐场所、网吧、演出场所等各类文旅企业内剧本杀经营单位暂停营业。
6月10日晚，北京环球度假区表示景区将继续关闭，原计划于6月11日启动的北京环球影城主题公园门票、酒店产品以及北京环球影城夏秋漫游卡预售工作将推迟进行。此前北京环球度假区原计划6月15日起恢复开放。但据6月11日北京市卫健委公布的流调信息，有3名北京环球度假区员工确诊，曾到访过天堂超市酒吧。6月22日下午，北京环球度假区发布微博称，环球影城大酒店计划于6月24日中午向宾客开放，北京环球城市大道同日中午开启营业；北京环球影城主题公园计划于6月25日正式开放，并在6月23日0点开始售票。
6月13日，北京市体育总局宣佈暂停举办体育赛事活动。
6月14日，北京对全市酒吧、夜店、KTV、网吧等娱乐场所进行全覆盖大检查，在地下空间以及不合格的娱乐场所全部关停。
7月12日起，非中、高风险地区有序恢复举办线下体育赛事活动。
| 地点                                                         | 时间             | 影响 |
| ------------------------------------------------------------ | ---------------- | --- |
| 国家体育场                                                   | 4月26日起        | 进场需持48小时内核酸检测阴性证明                                                                         |
| 国家体育场                                                   | 5月3日起         | 关闭。                                                                                                   |
| 故宫博物院                                                   | 4月30日起        | 进场需持48小时内核酸检测阴性证明。                                                                       |
| 故宫博物院                                                   | 5月3日起         | 关闭所有室内展厅。                                                                                       |
| 故宫博物院                                                   | 5月12日起        | 关闭。                                                                                                   |
| 天安门广场                                                   | 5月25日至6月15日 | 暂停当日预约参观服务。                                                                                   |
| 天安门广场                                                   | 6月16日起        | 继续暂停当日预约参观服务。                                                                               |
| 雍和宫                                                       | 4月27日起        | 关闭。                                                                                                   |
| 恭王府博物馆                                                 | 5月12日至6月10日 | 关闭。                                                                                                   |
| 国家大剧院                                                   | 4月26日起        | 闭馆，期间各项演出活动取消。                                                                             |
| 北京人民艺术剧院                                             | 4月26日至5月9日  | 各项演出活动取消。                                                                                       |
| 北京市朝阳区体育馆                                           | 4月26日起        | 闭馆。                                                                                                   |
| 潭柘寺                                                       | 4月28日起        | 关闭所有殿堂，暂停一切宗教活動。                                                                         |
| 潭柘寺                                                       | 6月1日起         | 恢复开放寺内露天、空旷区域；景区停车场、古香道。继续暂停宗教活動。                                       |
| 潭柘寺                                                       | 7月11日起        | 有序开放寺内宗教场所，所有殿堂开放，恢复燃香燃蜡。                                                       |
| 通州运河奥体公园                                             | 4月28日起        | 关闭。                                                                                                   |
| 通州区图书馆                                                 | 4月28日起        | 关闭。                                                                                                   |
| 通州区文化馆                                                 | 4月28日起        | 划定为临时管控区，车辆、人员只进不出。                                                                   |
| 大运河森林公园                                               | 4月28日起        | 帐篷区关闭。                                                                                             |
| 北京温榆河公园                                               | 4月28日起        | 进场需持48小时内核酸检测阴性证明，暂停搭建帐篷和铺设野餐垫聚餐活动。                                     |
| 北京温榆河公园                                               | 5月7日起         | 进场需持7日内核酸检测阴性证明，继续暂停搭建帐篷和铺设野餐垫聚餐活动。                                    |
| 北京温榆河公园                                               | 5月9日起         | 关闭。                                                                                                   |
| 北京朝阳公园                                                 | 4月29日起        | 暂停露营及聚集性活动。                                                                                   |
| 北京朝阳公园                                                 | 5月2日14时起     | 园内游乐设施全部关闭。                                                                                   |
| 北京朝阳公园                                                 | 5月9日起         | 关闭。                                                                                                   |
| 奧林匹克森林公園                                             | 4月29日起        | 暂停露营及聚集性活动。                                                                                   |
| 奧林匹克森林公園                                             | 5月2日起         | 园内游乐设施全部关闭。                                                                                   |
| 奧林匹克森林公園                                             | 5月9日起         | 关闭。                                                                                                   |
| 西海子公园                                                   | 5月6日10时起     | 关闭。                                                                                                   |
| 延庆奥林匹克园区                                             | 4月29日起        | 对外开放。                                                                                               |
| 北京环球度假区（北京环球影城主题公园、北京环球城市大道）     | 5月1日起         | 关闭。                                                                                                   |
| 雁栖湖                                                       | 5月1日起         | 暂停晚间运营（白天时段正常开放）                                                                         |
| 雁栖湖                                                       | 5月13日起        | 关闭。                                                                                                   |
| 石景山游乐园                                                 | 4月26日起        | 关闭。                                                                                                   |
| 北京世界公园                                                 | 5月13日至6月9日  | 关闭。                                                                                                   |
| 中央电视塔                                                   | 5月1日至5月4日   | 空中观景旋转餐厅暂停营业。                                                                               |
| 国家游泳中心                                                 | 5月1日起         | 关闭。                                                                                                   |
| 北京奥林匹克塔                                               | 5月2日起         | 关闭。                                                                                                   |
| 国家奥林匹克体育中心                                         | 5月6日起         | 实施全封闭管理。                                                                                         |
| 国家奥林匹克体育中心                                         | 6月1日起         | 恢复对外开放（英东游泳馆因保障国家队训练暂不开放），暂缓恢复体育培训机构线下培训活动和线下体育赛事活动。 |
| 北京欢乐谷                                                   | 5月6日起         | 关闭。                                                                                                   |
| 北京欢乐谷                                                   | 5月31日起        | 除室内项目外恢复开放。                                                                                   |
| 黄花城水长城旅游区                                           | 5月10日至5月12日 | 关闭。                                                                                                   |
| 北京八达岭长城景区（含八达岭古长城、水关长城）               | 5月13日至5月30日 | 关闭。                                                                                                   |
| 明十三陵                                                     | 5月13日至5月15日 | 关闭。                                                                                                   |
| 八大处公园                                                   | 5月13日起        | 关闭。                                                                                                   |
| 北京野生动物园                                               | 5月13日至5月19日 | 关闭。                                                                                                   |
| 北京野生动物园                                               | 5月22日至5月28日 | 关闭。                                                                                                   |
| 北京世园公园                                                 | 5月13日起        | 关闭。                                                                                                   |
| 北京世园公园                                                 | 5月31日起        | 室外空间恢复开放。                                                                                       |
| 陶然亭公园                                                   | 5月14日至5月15日 | 游乐场关闭。                                                                                             |
| 北京西山国家森林公园                                         | 5月16日起        | 鬼笑石景点关闭。                                                                                         |
| 中国航空博物馆                                               | 5月10日起        | 关闭。                                                                                                   |
| 卢沟桥景区                                                   | 5月22日起        | 关闭。                                                                                                   |
| 凤凰岭景区                                                   | 5月22日起        | 关闭。                                                                                                   |
| 北京双秀公园                                                 | 5月24日起        | 关闭。                                                                                                   |
| 北宫国家森林公园                                             | 5月26日起        | 关闭。                                                                                                   |
| 莲花池公园                                                   | 5月26日起        | 关闭。                                                                                                   |
| 莲花池公园                                                   | 6月9日起         | 恢复开放。                                                                                               |
| 莲花池公园                                                   | 6月15日起        | 关闭。                                                                                                   |
| 万芳亭公园                                                   | 5月26日起        | 关闭。                                                                                                   |
| 丰台花园                                                     | 5月26日起        | 关闭。                                                                                                   |
| 南苑森林湿地公园                                             | 5月26日起        | 关闭。                                                                                                   |
| 海淀公园                                                     | 5月25日18时起    | 关闭。                                                                                                   |
| 全市所有酒店、乡村民宿                                       | 4月30日至5月4日  | 入住需持48小时内核酸检测阴性证明。                                                                       |
| 全市所有酒店、乡村民宿                                       | 5月5日起         | 入住需持7日内核酸检测阴性证明。                                                                          |
| 全市所有酒店、乡村民宿                                       | 5月12日起        | 入住需持48小时内核酸检测阴性证明。                                                                       |
| 全市所有公园                                                 | 4月30日至5月4日  | 入园需持48小时内核酸检测阴性证明。                                                                       |
| 全市所有公园                                                 | 5月3日起         | 关闭所有室内场所。                                                                                       |
| 全市所有公园                                                 | 5月5日起         | 入园需持7日内核酸检测阴性证明。                                                                          |
| 全市所有公园                                                 | 5月9日起         | 部分公园关闭。                                                                                           |
| 全市所有公园                                                 | 5月12日起        | 入园需持48小时内核酸检测阴性证明。                                                                       |
| 全市所有博物馆                                               | 4月30日至5月4日  | 进场需持48小时内核酸检测阴性证明。                                                                       |
| 全市所有博物馆                                               | 5月3日起         | 关闭所有室内展厅。                                                                                       |
| 全市所有博物馆                                               | 5月5日起         | 进场需持7日内核酸检测阴性证明。                                                                          |
| 全市所有博物馆                                               | 5月12日起        | 进场需持48小时内核酸检测阴性证明。                                                                       |
| 全市所有景区                                                 | 4月30日至5月4日  | 进场需持48小时内核酸检测阴性证明。                                                                       |
| 全市所有景区                                                 | 5月3日起         | 关闭所有以室内游览为主的景区及开放景区的室内景点。                                                       |
| 全市所有景区                                                 | 5月5日起         | 进场需持7日内核酸检测阴性证明。                                                                          |
| 全市所有景区                                                 | 5月12日起        | 进场需持48小时内核酸检测阴性证明。                                                                       |
| 全市所有景区                                                 | 5月22日至5月28日 | 等级景区景点暂停开放。                                                                                   |
| 全市所有： 图书馆、 文化馆（文化中心）、 美術館、 等文化场所 | 4月30日至5月4日  | 进场需持48小时内核酸检测阴性证明。                                                                       |
| 全市所有： 图书馆、 文化馆（文化中心）、 美術館、 等文化场所 | 5月3日起         | 关闭。                                                                                                   |
| 全市所有： 演出场所、 娱乐场所、 互联网上网服务场所          | 4月30日至5月4日  | 暂停经营活动。                                                                                           |
| 全市所有： 演出场所、 娱乐场所、 互联网上网服务场所          | 5月5日起         | 进场需持7日内核酸检测阴性证明。                                                                          |
| 全市所有影院                                                 | 4月30日至5月4日  | 暂停电影放映活动。                                                                                       |
| 全市所有： 健身房等室内体育场所                              | 4月30日起        | 暂停经营活动。                                                                                           |
| 房山区所有： 景区景点、 民宿（民俗户）                       | 4月30日起        | 关闭。                                                                                                   |
| 门头沟区所有景区景点                                         | 5月23日起        | 关闭。                                                                                                   |

### 医疗服务

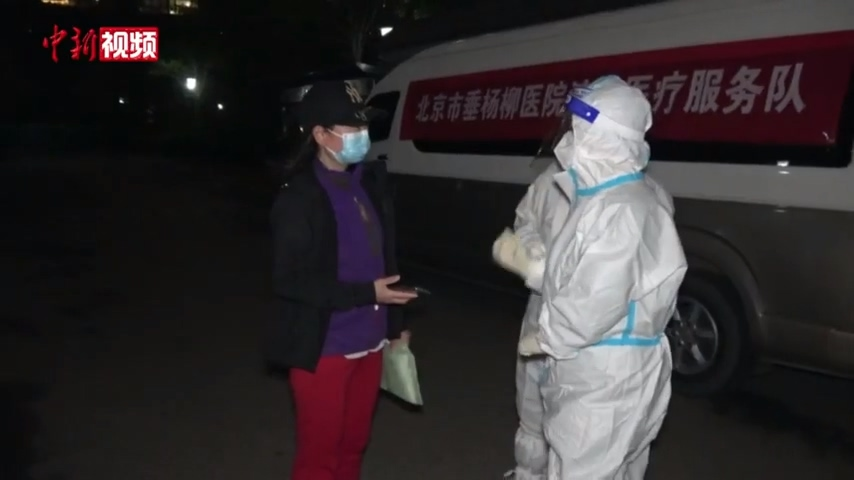
4月27日傍晚，北京市垂杨柳医院流动医疗服务队进驻朝阳区御宸上院小区，满足居民就医需求。

4月28日，北京市要求，急诊、妇产科、儿科、肿瘤科等，无特殊情况不停诊。
4月30日，北京當局表示已着手进行方舱医院建设工作。
5月1日，为做好无症状感染者及轻症患者的收治，小汤山方舱医院启用。
5月4日，根据奥密克戎潜伏期短、临床症状较轻的特点，北京当局决定调整密接、次密、高风险人员等隔离管理措施：密接人员调整为实施10天集中隔离+7天居家隔离；次密人员实行7天居家隔离，不符合居家隔离条件的，实行7天集中隔离；高风险人群实行10天居家隔离+7天健康检测，期间按照规定进行核酸检测和抗原自测。
7月9日，小汤山方舱医院最后一名感染者出院。
| 医疗机构                         | 时间                 | 影响 |
| -------------------------------- | -------------------- | --- |
| 北京中医医院                     | 4月22日起            | 门诊楼被采取临时性管控。                                                                                       |
| 北京中医医院                     | 4月28日起            | 开始分批次有序恢复门诊工作，预计于5月5日全面恢复。                                                             |
| 北京市丰台区中医医院（南苑医院） | 4月25日起            | 被确定为集中隔离期入境人员就诊定点医院，医院发热门诊暂时停止接诊发热等11类症状患者，肠道门诊按照要求同时停诊。 |
| 北京市房山区良乡医院             | 4月26日起            | 发热门诊暂停接诊患者。                                                                                         |
| 北京市房山区良乡医院             | 4月27日8时起         | 发热门诊恢复开诊。                                                                                             |
| 北京市房山区良乡医院             | 5月25日12时起        | 发热门诊暂停接诊。                                                                                             |
| 北京朝陽醫院                     | 4月28日起            | 暂停门急诊。                                                                                                   |
| 北京朝陽醫院                     | 4月30日起            | 恢复急诊（儿科急诊除外）、发热门诊、肠道门诊。                                                                 |
| 北京朝陽醫院                     | 5月4日起             | 恢复门诊。 |
| 北京市朝阳区妇幼保健院           | 4月28日起            | 暂停门急诊和收住院工作。                                                                                       |
| 北京市朝阳区妇幼保健院           | 5月9日起             | 北院区恢复开诊。                                                                                               |
| 北京地坛医院顺义院区             | 4月29日              | 暂停门急诊和收住院工作。                                                                                       |
| 北京市大兴区旧宫医院             | 4月29日起            | 停诊。 |
| 北京市石景山医院                 | 5月4日起             | 暂停门急诊和收住院工作，保留开放肾病透析门诊。                                                                 |
| 北京市石景山医院                 | 5月11日起            | 急诊、儿科急诊、发热门诊恢复开诊。                                                                             |
| 北京佑安医院                     | 5月4日               | 门诊(A楼)暂停接诊患者。急诊、发热门诊、核酸检测门诊、感染中心门诊、中医理疗科及血液净化中心正常开诊。          |
| 北京大学第一医院密云院区         | 5月4日5时至5月7日5时 | 暂停门急诊和收住院工作，正常接诊透析患者。                                                                     |
| 北京航天总医院                   | 5月4日起             | 所有门诊（含发热门诊、肠道门诊）暂停接诊，保留开放急诊。                                                       |
| 北京航天总医院                   | 5月5日起             | 普通、专科、专家门诊均恢复开诊。发热、肠道、肝炎、结核门诊恢复时间另行通知。                                   |
| 北京积水潭医院回龙观院区         | 5月5日至5月7日8时    | 发热门诊、肠道门诊暂停接诊患者，实行封闭管理。                                                                 |
| 北京积水潭医院新龙泽院区         | 5月30日起            | 门诊停诊。 |
| 北京市昌平区中西医结合医院       | 5月9日起             | 核酸采集门诊关闭。                                                                                             |
| 北京市垂杨柳医院                 | 5月9日起             | 只接诊朝阳区封控和管控区域人员就诊。                                                                           |
| 北京市垂杨柳医院                 | 5月27日起            | 恢复门急诊区域的普通患者医疗服务。                                                                             |
| 北京儿童医院顺义妇儿医院         | 5月10日起            | 体检中心暂停体检。                                                                                             |
| 北京大兴中西医结合医院           | 5月15日13时起        | 暂停门急诊，血液透析室正常接诊。                                                                               |
| 北京丰台医院                     | 5月17日起            | 暂停门急诊和收住院工作。                                                                                       |
| 北京丰台医院                     | 5月18日起            | 门诊复诊。 |
| 北京航天总医院                   | 5月22日至23日8时     | 除急诊、发热门诊外，所有门诊暂停接诊。                                                                         |
| 北京安贞医院                     | 6月1日至6月2日8时    | 发热门诊、肠道门诊暂停接诊。                                                                                   |
| 北京同仁医院亦庄院区             | 6月10日起            | 门急诊暂停接待患者。                                                                                           |
| 北京同仁医院亦庄院区             | 6月13日起            | 恢复门诊医疗服务。急诊继续暂停接诊患者。                                                                       |

### 处置违法犯罪
4月26日，北京当局查处多起涉生活必需品和防疫用品价格违法行为。当局表示，北京市市场监督管理部门将继续加大蔬菜等生活必需品和防疫用品价格执法检查力度，提高检查频次，严肃查处价格违法行为，规范市场价格行为，保障蔬菜等生活必需品及防疫用品价格秩序平稳。
此外，一名26岁男子姜某因4月23日全天在通州区京贸中心某违规培训班授课，且在25日接受流行病学调查时故意隐瞒23日的行程轨迹和接触史，导致相关点位和人员未被及时纳入管控，该培训班5名师生核酸检测阳性，400余名密接人员被采取集中隔离措施，8个小区、6700余人临时封控管理，姜某因此被警方刑事立案调查。除姜某外，闫某某、韦某某也存在故意隐瞒行程轨迹的行为，已被警方刑事立案调查。负责该培训班的28岁男子王某也因未执行体温检测、扫码登记、环境消杀等疫情防控规定，已被警方刑事立案调查。另有两人散布“北京封城”谣言，一人在临时管控区域擅自驾车外出，被行政拘留。据北京市公安局副局长潘绪宏4月27日介绍，4月22日以来，共受、立相关案件40起，目前已刑事拘留4人、行政拘留48人。
4月29日，据北京市公安局通报，一名52岁男子李某因在防疫工作人员询问过程中故意隐瞒行程轨迹，且在明确被告知居家观察后，仍外出购物，导致其与家属均于4月27日被诊断为确诊病例，其居住地海淀区甘家口街道白堆子甲23号院等多个点位被封控管理，李某因此被海淀公安分局刑事立案调查。
5月初，因北京航天总医院一新冠阳性患者留观时曾进入普通门诊，医院遭到行政处罚。
5月7日，北京市公安局副局长、新闻发言人潘绪宏介绍，4月22日以来，本轮疫情已办理相关刑事、行政案件127起，采取刑事强制措施27人，行政拘留129人。潘绪宏在发布会上通报一批涉疫违法犯罪典型案例。其中房山区确诊病例59岁男子苏某某在核酸检测中检出阳性后，因担心养殖大院被封控，在接受流调中谎称自己一直在他处独自居住，直至养殖大院另一租户核酸检测阳性后，方承认自己居住在该大院内。苏某某刻意隐瞒实际居住地和行程轨迹，导致相关风险点位和人员未及时有效管控，造成疫情传播扩散，与苏某某关联的确诊病例已达29人，窦店镇一街村860户、1300余人被临时封控，苏某某已被房山警方刑事立案调查。朝阳区确诊病例42岁女子孙某某在接受流调中，未如实提供曾前往石景山区某商务中心的行程轨迹，导致其本人未被及时纳入风险人员管控，警方已对其立案调查。在打击编造散布涉疫谣言违法中，5月5日有网民在网上传播散布“北京石景山医院关闭，孕妇大门口分娩”的虚假视频。随后，石景山医院报警并辟谣。经查，谣言发布者赵某某在某微信群看到一段孕妇在路边分娩的视频，以及北京石景山医院暂停门急诊、收住院的信息后，刻意将两条毫无关联的信息拼凑在一起，移花接木编造谣言视频，并在网络社交平台首发传播，“雪山财金”微博博主卢某某等未经核实进行转发。谣言发布者赵某某已被刑事拘留。而在5月1日，居住在门头沟三家店临时管控区的59岁男子文某某，欲外出散步被防疫人员劝阻后，仍翻墙离开；居住在朝阳区十八里店某管控小区的25岁男子康某某，为买奶茶擅自翻墙外出。上述二人均已被警方依法行政拘留。在妨害核酸检测秩序方面，5月2日，29岁男子白某在昌平区阳坊镇某核酸检测点，欲插队做检测时，被维护秩序人员李某某劝阻。白某因此心生不满，纠集辛某、卢某某等人对李某某进行殴打。同日，56岁女子雷某某在房山区长沟镇某核酸检测点接受检测过程中，因对防疫人员采样方式不满，将装有采集样本的试管打落在地，造成样本损毁。相关人员已被警方分别予以刑事拘留、行政拘留。4月22日以来，北京警方已办理此类案件16起，采取刑事强制措施7人，行政拘留12人。此外，5月5日丰台警方接群众举报，有人以“可消除北京健康宝弹窗”为名实施诈骗。经查，男子刘某某通过网络社交平台发布“可消除北京健康宝弹窗4”的信息，以每次收取35至100元不等的价格，并使用“正在操作、后台审核”等话术拖延，先后骗取100余人付款。5月6日刘某某被丰台警方依法刑事拘留。同时，警方也打击黑车揽客违规出京的行为。4月29日，赵某某驾驶无运营资质的车辆进京，拉载8人返回山东乐陵。到达乐陵后，赵某某及另一名同车人员任某某被确诊为无症状感染者，且导致当地多名群众被隔离管控，多个社区封控管理。北京警方其后进一步严密出京安全检查，截至5月7日，已劝阻不符合政策要求的拟出京人员4400余人，并积极会同有关行政执法部门，对非法客运开展专项整治，5月以来已查获跨省非法客运车辆20辆，违法行为人20人。
5月9日，北京市城管执法局对近期“三类场所”疫情防控检查中问题突出的餐饮经营单位进行执法公示。18家被曝光单位中，有10家存在违规提供堂食、违规提供店外就餐服务，其中3家餐饮单位因违规提供堂食服务被曝光，7家餐饮经营单位因“打擦边球”，违规提供店外就餐服务被曝光。被曝光的餐饮单位大都位于郊区，以小吃部、快餐店居多。同日11时，警方发现，在丰台区太平桥某小区核酸检测点，左某某酒后在核酸检测现场谎称该检测点出现阳性病例，影响排队群众在此检测。经现场与工作人员核实，该人所述不实。左某某编造核酸检测点出现阳性病例的虚假信息，扰乱核酸检测秩序，造成不良社会影响，被丰台公安分局依法行政拘留。另外，朝阳分局发布情况通报称，一确诊者因隐瞒行程被刑事立案。警方称，接防疫部门线索，在对风险人员李某某排查过程中，该人不如实反映个人行程。经警方调查，5月2日李某某前往房山区与朋友聚餐；5月4日北京健康宝弹窗提示，其与疫情风险地区、点位、人员等有时空关联，需要进行风险排查。社区工作人员对其电话和当面核实，李某某均隐瞒了前往房山的行程；5月5日，其还前往市场多个摊位购物。而该人隐瞒行程的行为，导致相关风险人员和点位未被及时纳入有效管控。5月6日，李某某及其1名亲属确诊。5月8日，朝阳公安分局依法对李某某刑事立案调查。
5月11日，房山和大兴警方通报一批涉疫典型违法案例，包括违反封控规定私自外出、辱骂防疫工作人员、拒不配合居家隔离并辱骂、抓挠工作人员。
5月12日，朝阳区警方通报，5月8日，警方接群众举报，在黑庄户乡黑庄户村某出租房内有多人聚集打麻将。经查，5月8日17时许，李某某在黑庄户乡黑庄户村其承租的出租房内，以营利为目的，提供场地和麻将桌供人娱乐，当日有十余人在该地点聚集打牌，造成疫情传播风险。李某某已被朝阳公安分局依法行政拘留。
5月13日，北京市公安局通报，编造发布北京“封城”“静默”谣言的姚某（女，38岁）已被北京市公安局通州分局依法采取刑事强制措施。通报称该女子曾在5月12日13时许编造所谓的“紧急通知”，称“今天下午发布会要求北京未来三天静默，全市暂停外卖和快递等服务，请大家尽快准备未来三天的物资”，通过网络社交平台发布，引发大范围传播扩散，严重扰乱社会秩序，造成恶劣影响。另外，5月11日，一网民使用其个人账号在某短视频平台多个评论区编造“北京海淀区北洼西里疫情严重，出现1030例无症状人员，不戴口罩到处乱跑”等谣言，引发市民群众恐慌，被北京市公安局大兴分局依法采取刑事强制措施。
5月14日，北京市公安局通报，3人在核酸检测点辱骂或殴打工作人员被行政拘留。
5月21日，据北京市公安局副局长、新闻发言人潘绪宏通报，中铁十一局三公司某项目乙方施工负责人员刘某某（男，64岁）等人涉嫌妨害传染病防治罪；刘某某2021年9月以来带领所辖工人共同租住在房山区阎村镇吴庄村，5月4日6时组织24名工人前往海淀区某工地施工，当天9时许得知吴庄村被封控后，刘某某与其上级负责人邹某（男，30岁）商议后隐瞒封控地区行程、并作出虚假承诺，带领工人入住太平湖车辆段附近的金泰之家酒店西直门店。5月5日，刘某某因健康宝弹窗而对酒店所在的海淀区北太平庄街道索家坟社区隐瞒行程、编造虚假居住史，并签署承诺书申请解除弹窗。6日、7日，刘某某又通过租住在大兴区青云店镇枣林村的朋友许某某（男，49岁），请托房东孙某某（男，60岁）出面，向村委会谎称租户身份，为刘某某等15人申请解除弹窗，且社区、村工作人员审核把关不规范、不到位，致使上述人员弹窗被违规解除。此外，刘某某等人在明知自己来自封控地区、健康宝弹窗、存在感染风险的情况下，5月6日、7日多次在大兴区青云店镇枣林村及周边购物、加油，5月7日刘某某又前往丰台区岳各庄批发市场附近租房，未果后带领工人于12时入住海淀区福华鸿源酒店；5月8日，刘某某再次前往岳各庄批发市场多个摊位购物。5月9日，刘某某等人核酸检测阳性，后被转至定点医院治疗。截至5月21日，刘某某等25人中已有20人确诊，造成至少21处点位被封控、900余人被隔离。刘某某、邹某、许某某、孙某某已被公安机关刑事立案侦查。此外，西城区居民彭某（男，63岁）在核酸检测结果阳性后仍对流调人员隐瞒曾多次前往丰台某小区的行程信息，导致相关风险人员、点位未及时纳入管控，后续163名关联风险人员被集中隔离；丰台区居民邵某某（男，21岁）及女友戴某某（22岁）在岳各庄批发市场从事蔬菜售卖配送工作，5月14日市场封控后，作为风险人员接受流调时，故意隐瞒行程轨迹，2人及同住人员感染后未被及时发现管控，仍在社会面活动，形成疫情传播扩散风险；海淀区居民耿某某（男，52岁）因曾前往岳各庄批发市场风险地区，5月17日被居家隔离，5月19日确诊前，还擅自违规外出活动，造成疫情传播扩散风险。截至5月21日，上述人员均已被公安机关立案侦查。因原始检测数据明显少于样本检测数量而被房山区卫生健康委员会吊销《医疗机构执业许可证》的北京朴石医学检验实验室有限公司实际控制人周某某（男，38岁）、法定代表人武某某（男，37岁）等6人也被依法采取刑事强制措施。
5月22日，北京昌平警方通报，警方接一核酸检测机构报警称，在核酸采集业务巡检过程中，发现有人持假护士执业证上岗。经查，犯罪嫌疑人何某某（男，35岁）、殷某某（男，36岁）为应聘从事核酸采集相关工作，通过伪造、购买虚假护士执业证书，骗取从事核酸采样资格。5月21日，该2人参与昌平区十三陵镇某核酸检测点采样工作时，被检测机构巡检工作人员发现其资格造假，后被昌平警方抓获。何某某、殷某某已被昌平公安分局依法采取刑事强制措施。另外大兴区警方通报，大兴区居家隔离人员中有2人日前因违反居家隔离规定私自外出，被公安部门警告。后二人于5月20日被转运至集中隔离点，费用自理，重新计算隔离时间。警方正在对其违法行为依法开展调查。
5月23日，北京市市场监督管理局通报，一核酸检测点正在使用的样本保存液超过保质期。随后，丰台区市场监督管理局对其依法予以处罚，责令当事人改正违法行为，并处罚款50000元，没收非法财物。而编造“新发地市场要封控”谣言的男子谢某某也已被朝阳公安分局依法采取刑事强制措施。同日晚，北京市文化和旅游局和北京市文化市场综合执法总队发布通报表示，北京东石易龙上网服务有限公司违反北京市暂停互联网上网服务场所经营活动规定，私自营业并蓄意停止实施网吧经营管理技术措施，规避有关部门监管检查，导致疫情传播扩散风险。北京市文化市场综合执法总队依法作出吊销其《网络文化经营许可证》的决定，并依法将有关责任人移送公安机关查处。根据通报，5月22日朝阳区检出1名阳性人员，其在5月19日的轨迹中涉及通州区台湖镇胡家垡中街189号易龙上网网吧。
5月24日，北京市纪委监委通报，由于韵达快递长阳分部疫情防控方面存在诸多漏洞，承包经营韵达快递长阳分部的北京顺江得运输有限公司已被公安机关以涉嫌妨害传染病防治罪立案侦查。
5月26日，房山区警方通报，5月8日，房山区周口店镇新街村因疫情实施管控，按照要求管控区居民原则上居家，禁止遛弯、串门、聚集等活动。镇、村多次以喇叭广播等形式进行宣传提示告知。5月25日下午，该村沙某某（女，55岁）等20名村民，仍违反管控规定，在沙某某家中分为5桌聚集打麻将，造成疫情传播的风险。沙某某等人均已被房山公安分局依法行政拘留。
5月27日，据北京警方通报，北京金准医学检验实验室有限公司在核酸检测过程中存在涉嫌违法犯罪的行为，北京警方已对该公司立案侦查，实验室法定代表人王某某（男，43岁）等人已将查获，案件正在进一步工作中。当天下午，北京市公安局又通报了该公司所涉案件的详情：4月25日以来，该公司为牟取非法经济利益，违规将多区采集的“5混1”“10混1”核酸样本，采用多管混检的方式进行检测，人为稀释样本，影响检测结果准确性。
除金准医学检验实验室外，北京市公安局5月27日还通报了一些涉疫典型案例：李某（女，39岁）不具备核酸采样资格，伙同陈某（男，30岁）、谢某（男，35岁）违规从事样本采集工作，李某5月25日在通州区宋庄镇某小区内未穿着防护服上门采集核酸样本并收取费用，民警接群众报警后将正在违规采样的李某查获，三人已被通州警方依法采取刑事强制措施。李某某（男，53岁）5月20日作为东城区东方广场风险关联人员，被通知居家隔离，但社区及流调工作人员多次向其核实共同居住人时，李某某未提供其妻子谷某（女，51岁）在同楼同单元有其他住处、双方共同生活的事实，谷某在接受流调时也隐瞒与李某某共同生活一事，导致其未被确定为居家隔离人员，并多次前往超市、包子铺、干果店等公共场所购物，后两人及共同生活的其他3名家庭成员相继确诊，致使石景山区的9处点位被封控，200余人被隔离管理，石景山警方已对李某某、谷某刑事立案侦查。朝阳区望京西园某网吧经营者车某某（男，39岁）不顾北京市文旅局5月10日对继续暂停互联网上网服务场所经营活动的要求，仍多次违规开展经营活动，不落实扫码测温要求，造成疫情传播风险，已被朝阳警方依法行政拘留。5月21日，在房山区窦店镇疫情封控区内居住的同乡人员鞠某某（男，36岁）、王某某（男，38岁）、徐某某（男，51岁），违反封控区人员严格执行居家隔离措施、严格做到“足不出户”的规定，私自前往北京站欲乘车离京，被民警查获，三人已被房山警方依法行政拘留。
5月29日，北京市公安局通报，5月28日，北京警方发现北京中同蓝博医学检验实验室在核酸检测过程中涉嫌违法犯罪。北京警方已对该实验室立案侦查，将法定代表人张某某（男，52岁）等人查获，案件正在进一步工作中。北京市卫健委党委委员王小娥表示，勒令北京中同蓝博医学检验实验室立即停止执业，启动吊销医疗机构执业许可证程序，并配合公安部门予以立案侦查。北京市公安局副局长、新闻发言人潘绪宏在发布会上详细介绍了案情细节，称该公司为了节约成本、加赶进度，严重违反核酸检测操作规范，在明知超量混检可能导致检测结果失准的情况下，仍然采取多管混检的方式进行检测，涉嫌妨害传染病防治罪。此外，北京市公安局还通报了一些涉疫典型案例：5月23日，孙某（男，42岁）作为海淀华熙广场关联风险人员，接到社区居家隔离通知。居家隔离期间，该人违反足不出户要求，多次外出，在小区内活动，造成疫情传播扩散风险。5月28日，孙某及其妻子核酸检测阳性，致使同楼258人被转运集中隔离，其他5000余名小区居民居家隔离。警方已依法对孙某刑事立案侦查。而大兴区旧宫镇孙某某（男，48岁）、王某（女，51岁），通州区梨园镇王某某（女，61岁），违反疫情防控规定，擅自开门经营棋牌室，存在疫情传播隐患。上述三人已被警方依法行政拘留。
6月12日，北京市公安局延庆分局通报，延庆区相关部门在对全区行业场所疫情防控工作情况进行检查时发现，董某某（女，20岁）因其核酸检测结果未在规定时限内，在进入民宿、餐厅、商场、超市、市场等多个公共场所时均未按规定进行扫码登记，延庆公安分局依法对董某某立案调查。同日，朝阳区市场监管局決定吊销天堂超市酒吧的運營方北京钰泰糖果娱乐有限公司的营业执照，截至6月15日已送达《行政处罚告知书》和《拟列入严重违法失信名单告知书》。

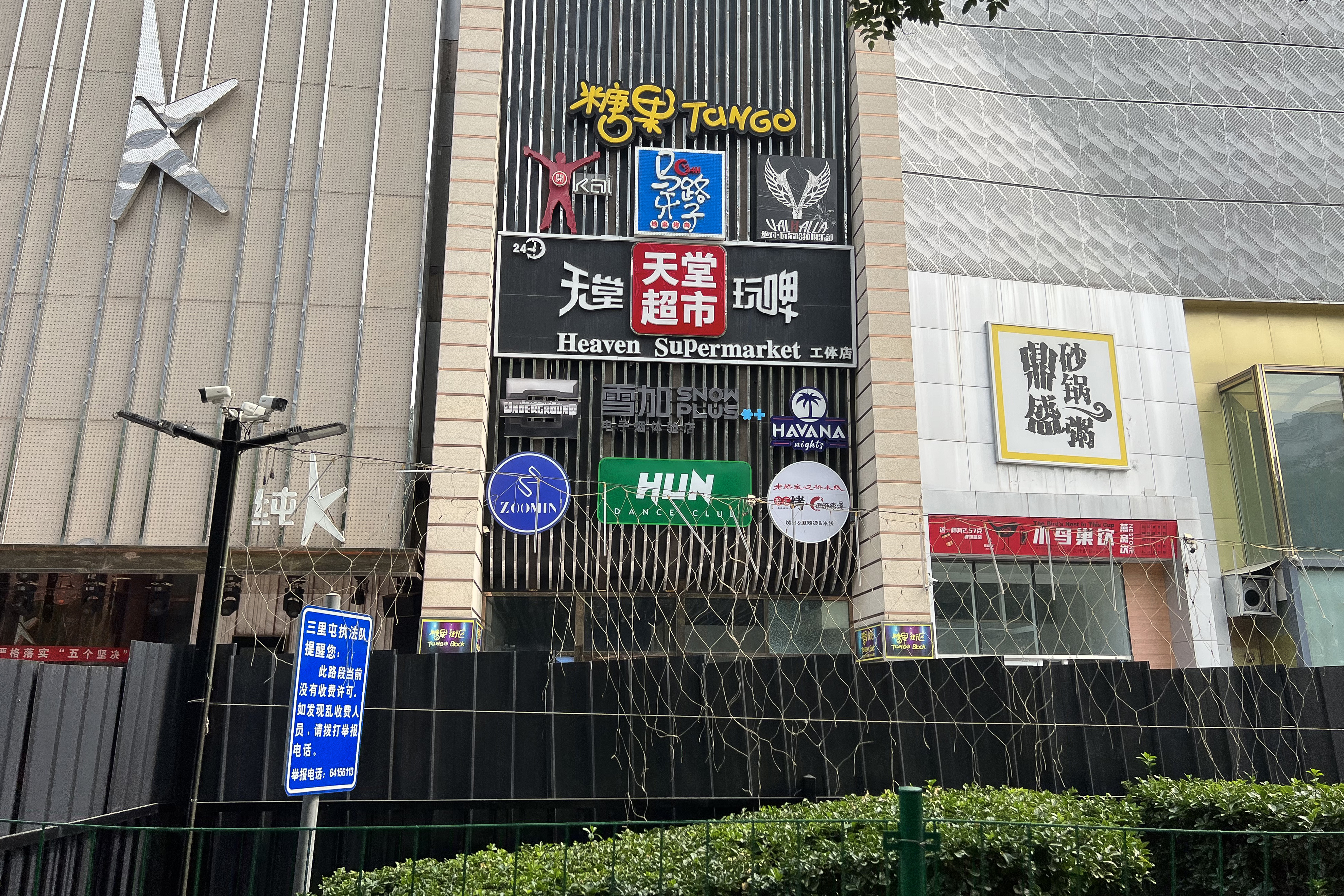
被吊销执照后的天堂超市酒吧

6月14日，北京市宣布，市文旅、卫健、商务、市场监管、公安、文化执法等部门已组成联合调查组，对“天堂超市酒吧”立案调查，从快从严从重查处。北京市公安局副局长、新闻发言人潘绪宏通报，对天堂超市酒吧及相关负责人涉嫌妨害传染病防治的行为，警方已刑事立案侦查。潘绪宏还在发布会上通报多起涉疫违法犯罪典型案例。其中，对涉天堂超市酒吧人员拒不遵守防控规定、造成疫情传播风险的违法行为，警方已受立案6起，3人被刑事立案侦查。而在6月9日，史某某（男，36岁）从某微信群获取杨某2021年在天堂超市酒吧活动的照片后，编造杨某为近日怀柔确诊病例的虚假信息，在网络社交平台被转发传播，扰乱了公共秩序，影响了杨某及家人正常生活。史某某已被警方依法予以行政处罚。6月8日，刘某某（男，32岁）与家人骑电动车进入朝阳某小区时，拒不按要求扫码测温，强行闯入后拉拽、推搡、辱骂社区志愿者，后骑车将保安员撞倒。刘某某已被警方依法行政拘留。14日，北京市文化市场综合执法总队在对酒吧等“文化娱乐＋”综合场所排查过程中，发现从事文化娱乐经营活动的某公司存在违规行为，随即指导朝阳区执法大队依据未成年人保护法对该公司立案调查。
6月15日，据北京市市场监管综合执法总队通报，北京朴石医学检测实验室有限公司、北京金准医学检验实验室有限公司均已被吊销营业执照。对于北京亮点视界文化有限公司、北京动凤文化交流有限公司未严格履行防疫要求，在疫情期间提供KTV服务、聚集多人打麻将的违法行为，门头沟区市场监管局拟做出吊销营业执照的行政处罚。
6月16日，北京市城市管理综合行政执法局副局长温天武表示，截至6月14日，城管执法部门共检查“三类场所”重点单位3.88万家次，主动发现并督促整改问题隐患3503起，执法公示问题单位925家次，并及时督促问题整改到位。他表示，未落实测温验码要求是目前“三类场所”疫情防控中最主要问题之一，占比为四分之一；其它主要问题为未落实员工健康监测等制度、未落实清洁消毒并公示记录、从业人员未按规定佩戴口罩。
6月25日，北京市疾病预防控制中心副主任刘晓峰介绍，当日新增感染者2363于6月17日、6月18日到访新时代国际中心地下一层美食城用餐，进店时仅出示健康码，未扫码。因6月20日已通报的感染者2342曾于6月16日、6月17日到访过该店就餐，社区工作人员通过电话向感染者2363核实是否曾到访该店用餐，本人予以否认，其行为不仅增加了社会面疫情传播风险，同时也增大了疫情防控难度。北京市丰台区副区长孔钢城表示，该病例故意隐瞒曾到访过风险地区的行程轨迹，造成疫情传播风险，公安机关已对其立案侦查。
8月2日，北京市朝阳区人民检察院以涉嫌妨害传染病防治罪，对北京市公安局朝阳分局提请批准逮捕的天堂超市酒吧詹某某、单某某等犯罪嫌疑人作出批准逮捕决定。8月11日，经营天堂超市酒吧的北京钰泰糖果娱乐有限公司被北京市朝阳区市场监督管理局依法处以吊销执照（登记证）处罚。

### 免职与问责
5月14日，中国铁建股份有限公司纪委副书记钱桂林在发布会上表示，对中铁十一局党委和中铁十一局三公司党委给予通报批评，对中铁十一局党委书记、董事长、疫情防控工作领导小组组长陈志明等6名责任人员问责处理。另外，中共北京市纪委常委、北京市监委委员张丽红在发布会上通报，北京农商银行党委对此次聚集性疫情的发生应负全面领导责任，对北京农商银行党委予以通报问责，对北京农商银行党委书记、董事长王金山等5人问责。
5月24日，由于阎村镇政府、吴庄村村委会未能摸清辖区内单位、租住人员底数，房山区落实管控措施不及时，北京市纪委监委给予负责阎村镇疫情防控工作的房山区人大常委会副主任穆建山党内严重警告处分，给予房山区阎村镇党委书记栗鹏程撤销党内职务、政务撤职处分；因海淀区索家坟社区、大兴区枣林村工作人员解除弹窗工作不合规，北京市纪委监委给予海淀区北太平庄街道和大兴区青云店镇相关负责人不同程度的警告处分，海淀区文旅局党组书记孙鹏利也因行业管理不严格受到党内警告处分。
5月24日，因履行疫情防控监管责任不到位，北京市邮政管理局党组被通报问责；北京市南区邮政管理局因对辖区内快递企业疫情防控工作监督检查不到位且不配合属地管理，局长遭免职，副局长遭撤职。
5月25日，北京市卫生健康委员会主任于鲁明被免职，王红辞去北京市副市长职务。有评论认为此事与本次疫情有关。然而于鲁明早在4月16日就因涉嫌严重违纪违法被调查。
5月27日，针对反映顺义区医院及顺义120急救分中心延迟救治致患者死亡的问题，顺义区委区政府和北京市卫健委在获知该信息后成立调查组，连夜进驻顺义区医院及顺义120急救分中心，对事件当晚急救调度情况、急救反应时间、院前救治过程、院前院内急救对接等展开全面彻底调查。顺义急救分中心负责人及相关责任人已被停职，并接受调查。同日，北京市纪委监委通报，房山区卫生健康委员会副主任杨大庆、医政科科长晋长皓、医政科三级主任科员邢曼，因在对北京朴石医学检验实验室监督管理过程中，涉嫌严重违纪违法，目前正接受房山区纪委监委纪律审查和监察调查。
5月28日，中共北京市委决定，王少峰任中共北京市丰台区委员会委员、常委、书记；免去徐贱云中共北京市丰台区委员会书记、常委、委员职务，另有任用；邹劲松任中共北京市房山区委员会委员、常委、副书记，主持区委全面工作；免去陈清中共北京市房山区委员会书记、常委、委员职务，调北京市城市管理委员会任党组书记。
5月29日，顺义区纪委监委通报120急救分中心延迟救治事件处理情况，经调查发现值班车组存在未及时出车、对急症患者病情研判有误和未对急症患者进行自救指导的问题；顺义120急救分中心存在岗前培训工作落实不到位和未按要求报告相关情况的问题；顺义区医院存在对顺义120急救分中心管理不到位和善后处理不当的问题；顺义区卫生健康委存在对顺义区医院监督管理不严格和未严格执行请示报告制度的问题。顺义区委卫生健康工委书记王新兵对此次事件发生承担主要领导责任，给予其党内警告处分；顺义区医院党委副书记、院长赵跃华对此次事件发生承担主要领导责任，给予其党内严重警告处分；顺义120急救分中心主任赵雪田对此次事件发生承担主要领导责任，给予其撤销党内职务、政务撤职处分，鉴于其无党内职务，给予其党内严重警告、政务撤职处分；顺义120急救分中心南彩值班车组医生刘晓云对此次事件发生负有直接责任，顺义区卫生健康委给予其开除处理。
6月18日，北京市纪委监委通报两起违反疫情防控纪律典型案例。其中，北京市人民检察院四分院6名工作人员，在丰台区发生聚集性疫情且全区疫情防控升级的情况下，无视最高检禁酒令和北京市疫情防控规定，在单位宿舍聚餐饮酒，造成疫情传播风险。市检四分院党组对法警马月波给予党内警告处分，对聘任制辅助人员李雪垚给予政务记大过处分，对合同制司机王强给予批评教育并扣减半年绩效工资，对3名第三方劳务派遣人员解除劳务关系并由第三方公司依据劳务合同及有关规定进行处理。另外北京市地质矿产勘查院所属市生态地质研究所领导班子违反疫情防控有关要求，在单位聚餐饮酒。其中，王立发等2人在返家途中与代驾司机产生纠纷，造成严重不良影响。北京市规划自然资源委党组给予王立发党内严重警告处分，给予段金平党内警告处分，给予其他参与人员相应处理，对市地质矿产勘查院党委和市生态地质研究所党委给予通报批评。
6月28日，广阳派出所一民警在执行勤务过程中与长阳镇某村防疫人员发生冲突并违规使用警械具，被停职调查。

## 争议

### 溯源
韩国媒体批驳中媒将疫情嫁祸韩国服装很荒谬，违背了相关的科学常识。此前，病毒专家已经证实，在暴露的环境中，病毒通常只可能存活数小时，在纸板或衣物上最多也只能存活24小时。据韩联社称，韩国外交部一名官员4月7日就中国官媒近日主张部分地区本土疫情与自韩国进口服装有关一事表示，个别媒体不从大局出发看问题，发布欠考虑的言论，这对发展韩中关系不利。

### 防疫政策
4月25日，胡锡进表示，北京决不能走到“全域静态管理”那一步，他希望北京可以证明奥密克戎在超大城市中是可控的，证明防控不意味着只能“一个接一个封城”。对北京出现的物资抢购潮，他表示“不必太担心”，“上海等地的那些代价不会白付”。不过他仍然以严厉的口吻形容了本次疫情，他表示这是一次“极为关键且有全局意义的保卫战”。5月5日，胡锡进发表评论文章《北京，背水一战》，称“清零很重要，但只有成本可控的清零才更有意义，才能鼓舞全国，起到示范作用。我注意到，北京市为了控制成本做了很多探索，朝阳区到现在仍不封区，这应当算是很英勇的决策了。我想说，如果北京用这一套收拾不了奥密克戎，它还是进一步传播开了，那么我觉得北京人得接受那一严酷现实，国家也要接受。”文章最后说，“北京市肩负着十分重大的使命：或者筑牢低成本抗疫的底线，或者把实情告诉整个中国社会。前者需要智慧，后者需要勇气。它们共同维系的是实事求是这条生命线。”，不过很快该文章就被删除。当日晚，中央政治局常委会会议指出，要“毫不动摇坚持‘动态清零’总方针，坚决同一切歪曲、怀疑、否定我国防疫方针政策的言行作斗争。”随后胡锡进发文称要坚决相信党中央，他表示“信心不是喊出来的，而是由实际行动和效果支撑起来的。咬住动态清零不放松……坚决防止防控导致的次生灾难发生，各地都这样做下去，坚持就是胜利一定会最终得到应验。”5月15日，胡锡进发文称，“只要经济而不顾人民生命健康，在中国行不通；只要抗疫而不计经济和其余，也决不会是中国的风格。”，“中国怎么可能让北京、上海这样的中心城市隔三差五、反反复复搞封控”。
台北的中央社评论说：一开始避免封城的上海，最终为了“动态清零”仍旧封城；作为首都的北京，则是及早以大范围核酸检测等措施，避免疫情“上海化”。当前北京防疫措施，可看出是从上海汲取教训。尽管没有大范围封控，但4月26日起，北京所有的文艺演出和体育赛事都暂停，城市明显慢下来。有评论认为，北京为了避免接下来“五一”长假出游造成感染大增，所以有必要在4月底前做完3轮筛查。
独立时评人鲁难及英文网站“改变中国”主编曹雅学认为，北京政治意味重大，北京会采取外松内紧的“精准防控”的方式进行防疫，不会采取大规模的“封城”。5月12日，针对北京市计划开展新一轮区域核酸筛查，北京市政府新闻发言人徐和建表示，核酸筛查期间只是倡导市民朋友减少流动，并再次强调“封城”“静默”都是谣言，抢菜、屯购更没必要。5月13日，吴尊友表示本次疫情北京市的数据真实、规模可控。疫情的变化方向和发展速度，虽然受病毒的一些生物性特征影响，但更是由防控措施的力度和速度决定的，本次北京出现规模化疫情的可能性非常小。
6月7日，北京市发展改革委副主任王颖捷表示，本轮疫情冲击影响是阶段性的、暂时的，北京市经济发展长期向好的态势不会改变。
6月27日，据北京日報报道，北京市委书记蔡奇在中国共产党北京市第十三次代表大会上代表市委作报告，报告提到，“未来五年，北京将坚持不懈抓好常态化疫情防控”。蔡奇报告中提到的“未来五年”引发舆论关注，网民纷纷关心“未来五年”是否代表北京等地城市乃至整个中国在未来五年是否也会坚持常态化疫情防控。北京日报不久后删除了“未来五年”字样。胡锡进评论称：“这样的修改是应该的，顺应民意。没有人希望北京未来5年会过得像今年上半年这样。相信上一轮表现不错的北京市会不断探索出更加高效的防疫办法，给大家一个好的预期，巩固社会信心。”27日下午，胡锡进又解释称，“未来五年”是北京日报客户端记者解读不够专业所导致，并晒出了相关报告的部分原文。事实上，北京市委在之后一周公开了报告全文，关于抗疫部分并无“未来五年”字样；北京日报社长赵靖云亦出面灭火，称这是将报告重点套入模板，“没过脑子”“出了笑话”。
7月6日，北京当局表示，7月11日起，北京市要求线下培训机构、图书馆、博物馆、电影院、美术馆、文化馆、体育场馆、健身场所、演出娱乐场所、网吧等人群聚集场所的人员须接种疫苗（不适宜接种人员除外），引发争议。有观点认为北京市的这项规定明显违背了有关疫苗的法律规定，相当于强制接种，是一种对中央规定的对抗。7月7日，北京市有关负责人又称，当前市民群众在严格测温扫码和查验72小时内核酸检测阴性证明后即可正常进入市内各类公共场所。
胡锡进对此表示，北京市在舆论压力下收回“疫苗令”，这个转折还是很值得高兴的。这个转折显示了舆论的力量，

### 消毒措施
5月6日，北京市卫生健康委员会表示，没有对全市开展大面积空气消毒的措施安排，并援引疾控专家说法，称对城市开展大范围空气消毒对防控新冠疫情没有任何意义，不过北京部分地区仍然采取了室外大规模消毒的措施，引起了一定的争议。5月18日，北京市疾控中心副主任刘晓峰表示，无需对地面等室外环境大规模消毒。5月21日，北京市卫生健康委员会副主任王建辉再次强调不需要对室外环境进行大范围消毒。

## 相关事件

### 封控、隔离与转运
不少市民认为北京市的封控政策过于“一刀切”，很多没有出现感染者的小区也遭到封控。另外，北京采用「十字花转运」法，即与确诊人士居住于同一层或同一列的住户均要接受隔离，部分人认为隔离范围过大。
5月12日，一段有关朝阳群众拒绝“硬隔离”的视频在网络上流传，但遭到网络审查，视频因此被删除。
5月15日晚，北京大學在没有征求意见和发出公告的情况下直接建造將北京大學学生居住的万柳宿舍区与教职员工区一分為二的隔离墙，這使得学生们不能从公寓來到校園外，也不能点外卖，进校也受限制，而教职员工可以自由进出。此舉引发学生不滿。不久學生聚集在校園內抗议学校建隔離墙，要求學生與教職工同住同权。北京大學派出副校长陈宝剑與學生溝通，之後有学生动手拆隔板，陈宝剑也加入了拆墙行动，最終隔离墙被拆除，23点左右，學生逐渐散去。事件发生不久，新浪微博上有关北大的话题和视频被屏蔽。
5月18日晚，朝陽區八里庄街道，当地居民因不满在没有书面文件通知的情况下，继续被划为封控区，继而与街道武装部长发生争论，要求武装部长换人，类似的在北京多地多处均有发生。
5月21日，朝阳区南磨房乡南新园小区因发现26例新冠检测阳性病例，小區近5000名居民被要求转运到别处进行集中隔离，引起了较大的舆论争议。除了南新园外，海淀区友谊社区1800余人被转运至张家口市集中隔离。
5月24日晚，许多北京师范大学的学生对学校的部分防疫措施表示不满，在校园中聚集并表达诉求，随后部分诉求被满足。据称中国政法大学23日也出现了类似的事件，但规模弱于北京师范大学。5月28日，北京当局表示，要有序组织在京高校学生返乡。
5月25日，应疫情防控要求，北京市暂停天安门广场当日预约参观服务整整3个星期，有评论认为该决定并非完全出于应对疫情。
据传，中国女星郝蕾疑似在微信朋友圈发文，感叹北京街头从未如此凄凉，引发争议。
7月上旬，部分社区要求居家隔离人员佩戴电子手环，引发争议，后收回相关政策。有用户报告，这款手环缺少强制性3C认证，且即便被取下后，仍会“实时”显示心率等体征数据。媒体从业者胡锡进表示，在内地推防疫新措施还是谨慎为宜。

### 物资供应
4月24日，中国官方媒体CGTN主持人刘欣在推特分享了自己在北京超市囤货的图片，声称是为了应对即将到来的“艰难时刻”，还晒出空空如也的超市货柜。有网民质疑官媒自己也不信任当局的管理能力和自己以往所做的“不需屯物资”的宣传。
4月26日，新京报刊登了一篇“封控日记”，文中作者表示，“经历过‘非典’的我，对北京这轮疫情没那么恐惧”，“没有一个冬天不可逾越，也没有一个春天不会到来”。

### 核酸检测
4月26日，朝安医检所注册成立，距離4月第二輪爆發的4月22日只有4天，5月4日即参与北京区域核酸筛查。有声音质疑其“时间精准、拿证快速”。多位核酸检测行业人士表示，短期内成立一家医检所并拿到新冠核酸检测资质并非易事，常规需要3-6个月的时间，而朝阳区的医检所资质更是非常难拿。5月16日，北京市朝阳区卫健委表示该机构通过了北京市区两级验收，审批标准、程序均符合相关要求，并在近期接受两轮北京全市组织的实验室室间质评，结果均合格。北京市朝阳区卫健委還表示为迅速提高核酸检测产能，尽快控制疫情传播，北京市区两级卫生健康部门均建立了疫情期间核酸检测机构审批绿色通道，在严格执行审批标准的前提下，进行并联审批，尽量缩短审批时间。

### 拖延救治死亡
5月，一名自称是退伍军人的网民表示他32歲的儿子5月11日凌晨因突感胸闷、胸痛随后打电话求救，但是救急中心告知因疫情防控原因无法接收患者。他的儿子在求救后43分钟摔倒在地失去意识，求救后54分钟急救车才赶到。急救车上工作人员没有持续进行心肺复苏，也没使用除颤仪进行抢救，到达5公里外的顺义区医院，医院没有急救人员立刻对接急救车、转运患者，急救车上工作人员又与地面人员进行数分钟沟通后才将男子送入急诊室。此时患者已没有呼吸、心跳，两小时后被宣告死亡。5月27日，顺义区人民政府表示已成立调查组調查，并对顺义急救分中心负责人及相关责任人停职。